# Biserica de lemn din Dobrești, Timiș

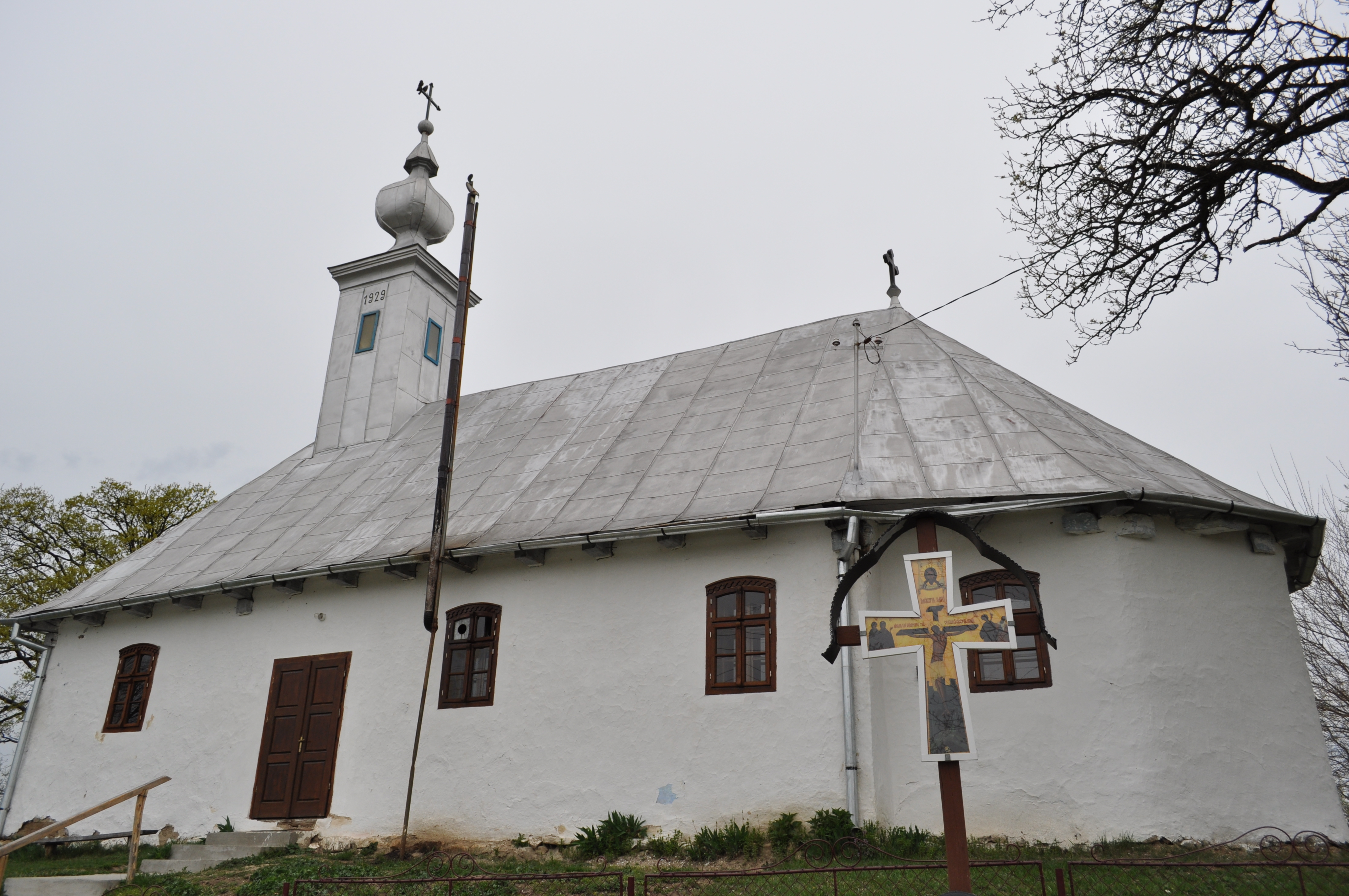
Biserica de lemn „Cuvioasa Paraschiva” din Dobrești, comuna Bara, județul Timiș, foto: aprilie 2012.

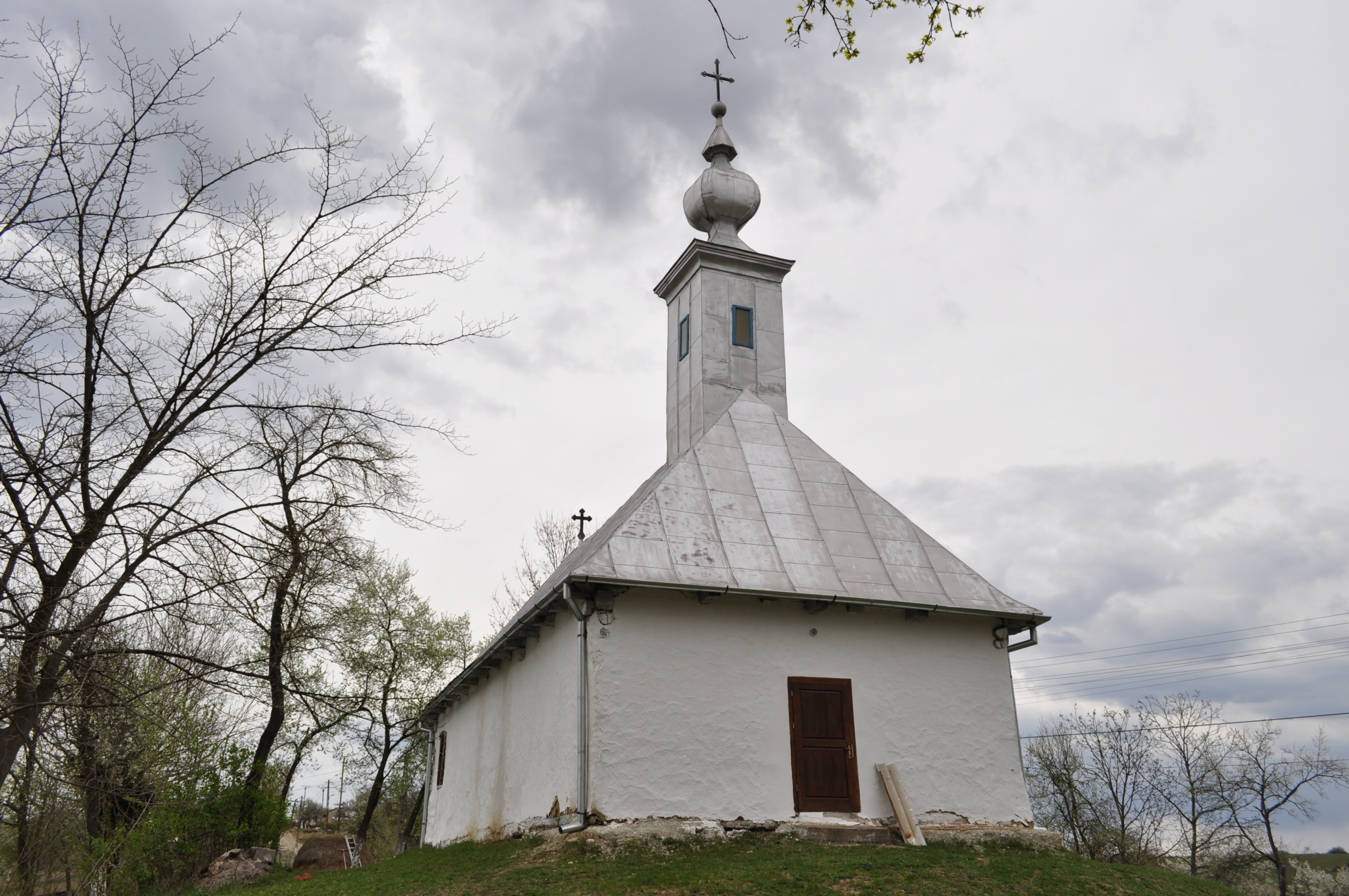
Biserica de lemn „Cuvioasa Paraschiva” din Dobrești, comuna Bara, județul Timiș, foto: aprilie 2012.

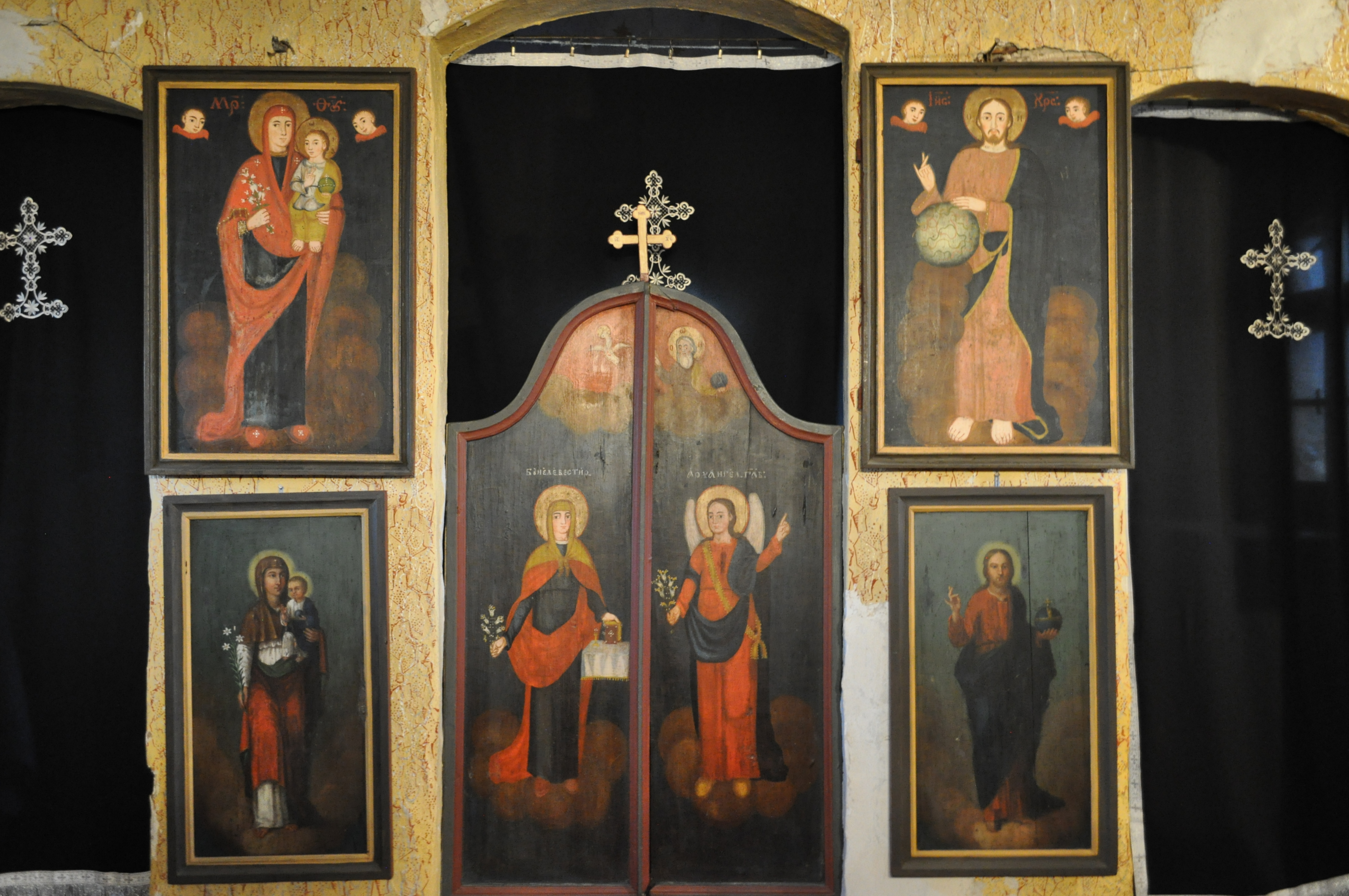
Uși și icoane împărătești

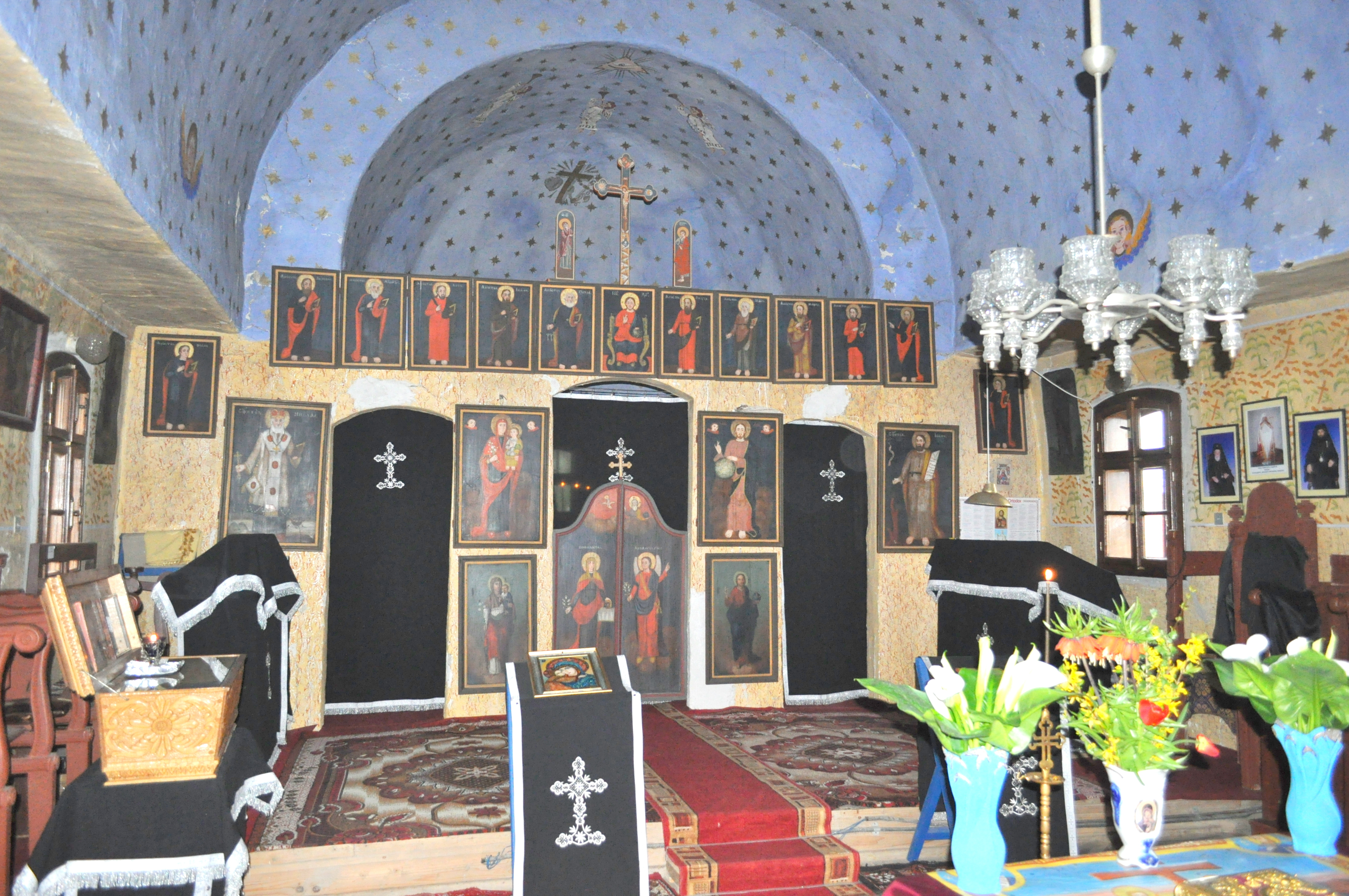
Nava spre iconostas

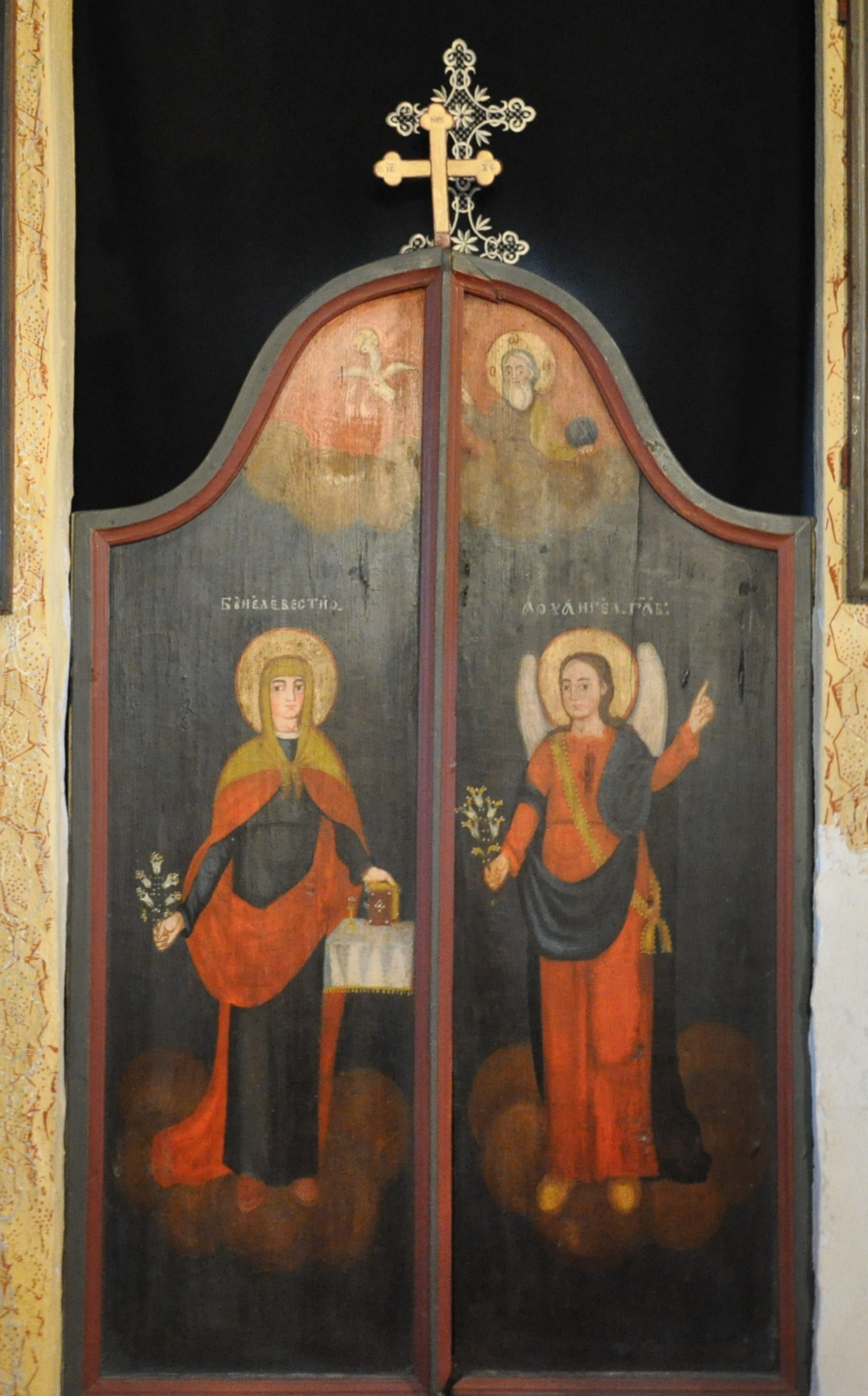
Ușile împărătești: Buna Vestire

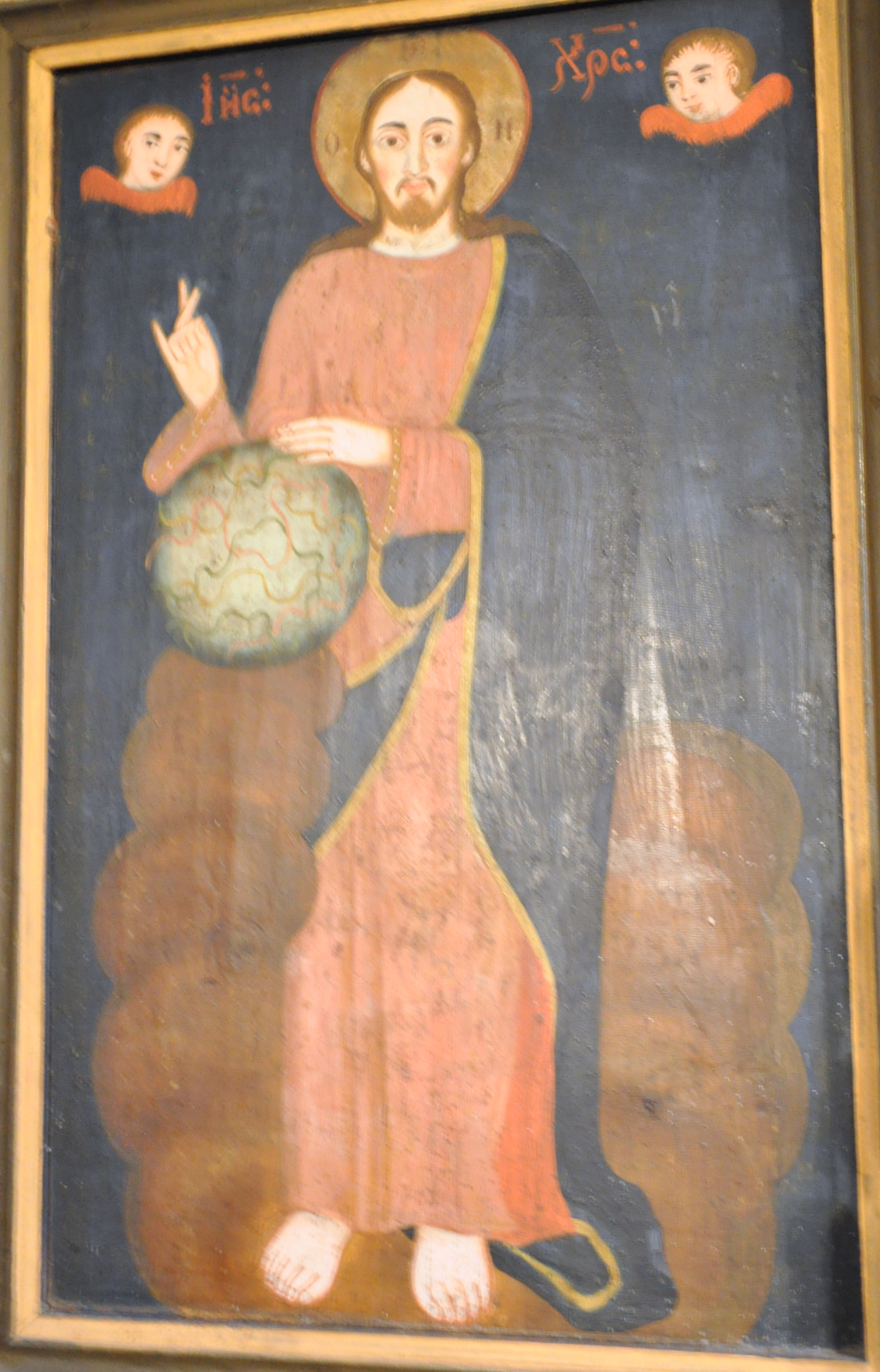
Icoană împărătească: Iisus Pantocrator

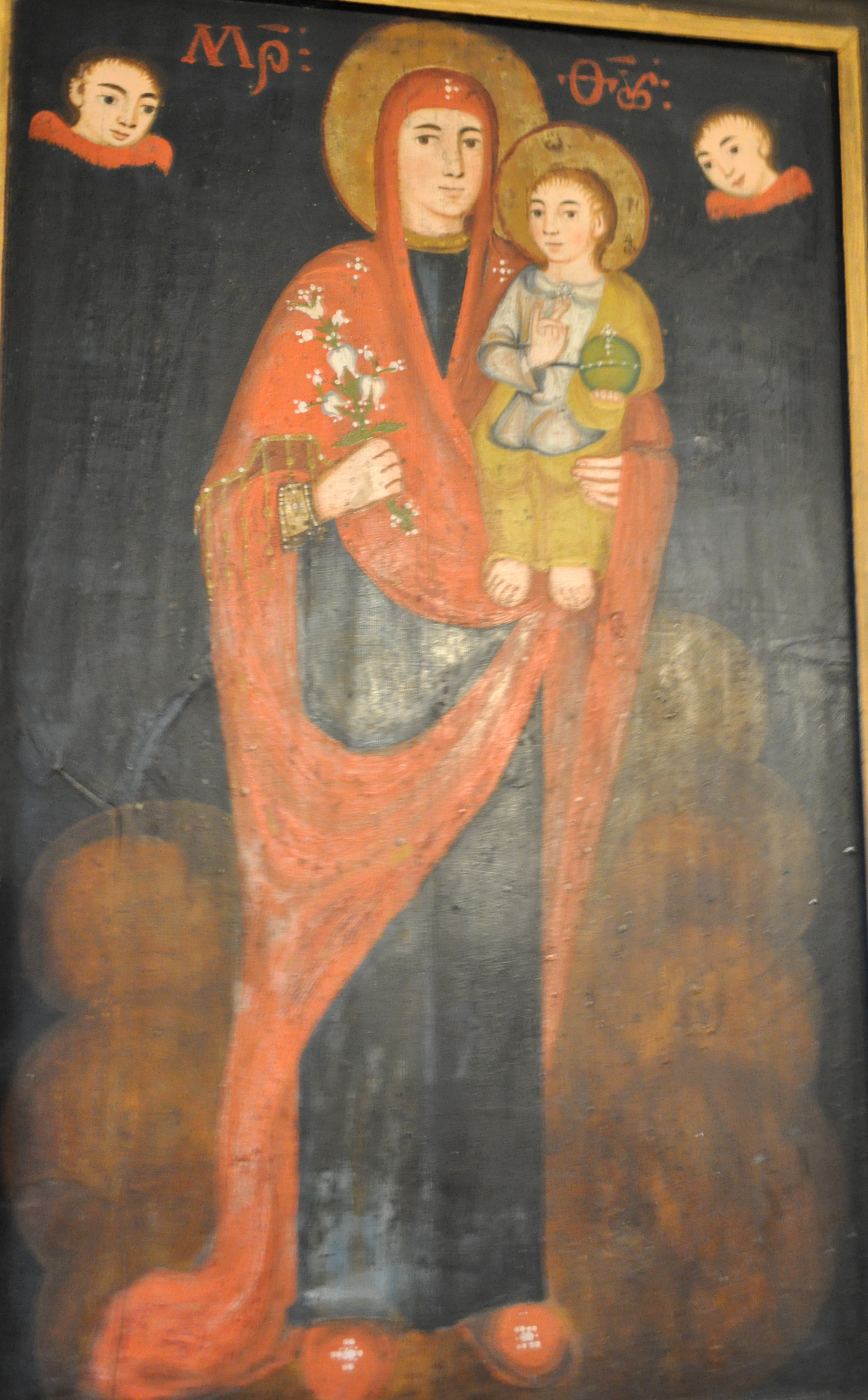
Icoană împărătească: Maica Domnului cu Pruncul

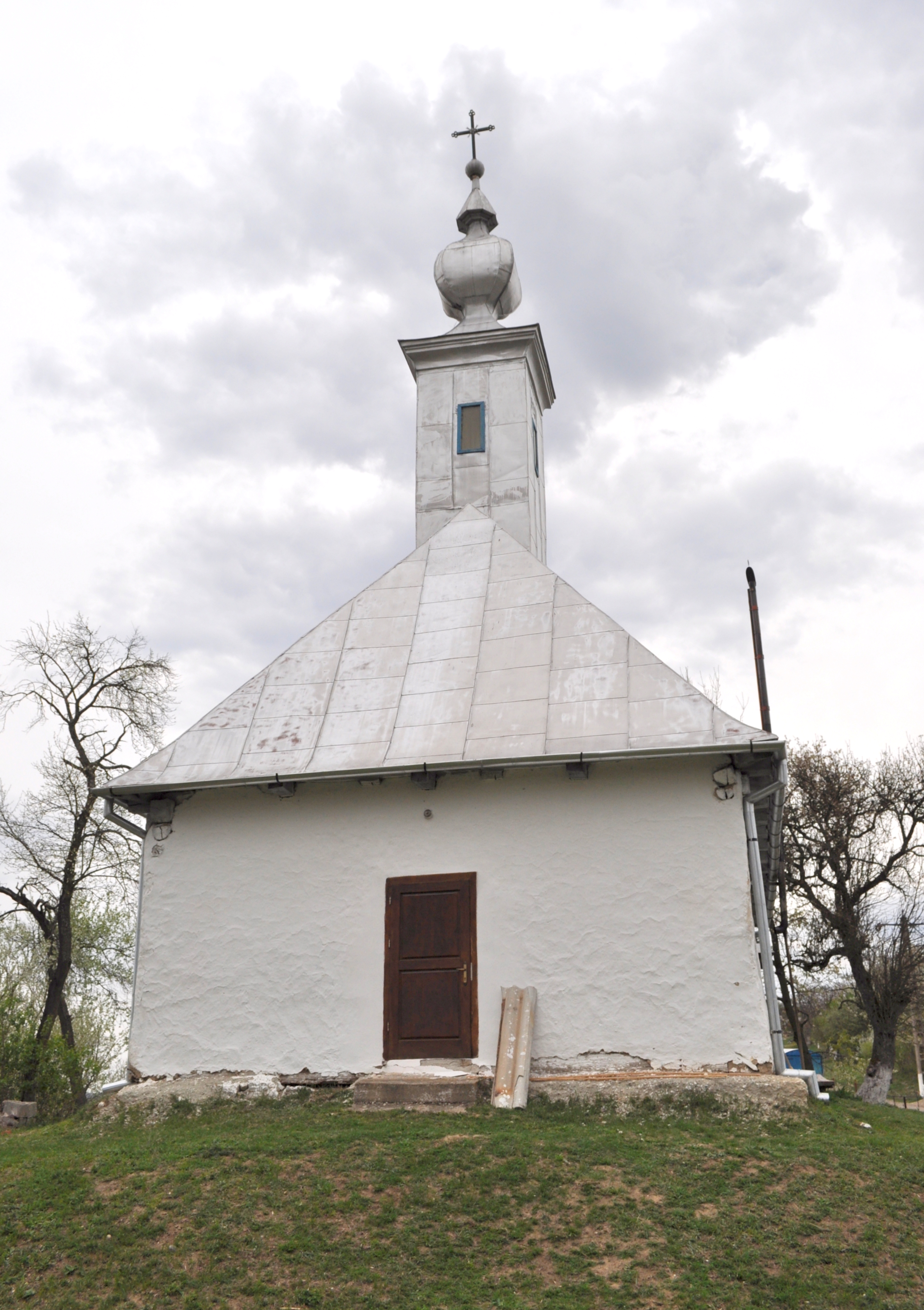
Biserica (vest)

Biserica de lemn din Dobrești, comuna Bara, județul Timiș datează din 1832. Are hramul „Cuvioasa Paraschiva”. Biserica se află pe noua listă a monumentelor istorice sub codul LMI:  TM-II-m-A-06218.

## Istoric și trăsături
Satul Dobrești este aparținător comunei Bara. Localitatea este consemnată pe la 1444 ca domeniu al cetății Șoimoș. Biserica cu hramul Sfânta Cuvioasa Paraschiva a fost înălțată la 1832. Este construită din bârne cioplite din lemn de stejar. Iconostasul este confecționat din lemn de tei pictat de către pictorul bănățean Ion Zaicu. Anul realizării picturii este 1852, trecut pe una dintre icoane. Clopotele vechi ale bisericii au fost rechiziționate și topite de
armata austro-ungară în timpul primului război mondial.

### Studii regionale
- Miloia, Ioachim (1933). „Bisericile de lemn din Banat”. Vestul. 1933.
- Oprișa, I. Longhin (1965). „Bisericile de lemn, monumente istorice din arhiepiscopia Timișoarei și Caransebeșului”. Mitropolia Banatului (1-3).
- Cristache-Panait, Ioana și Dimitriu, Florica (1971). „Bisericile de lemn ale Banatului”. Mitropolia Banatului. 1971 (10-12): 550–564.
- Nicolae Săcară- Bisericile de lemn ale Banatului, Editura Excelsior, Timișoara 2001

## Imagini din exterior

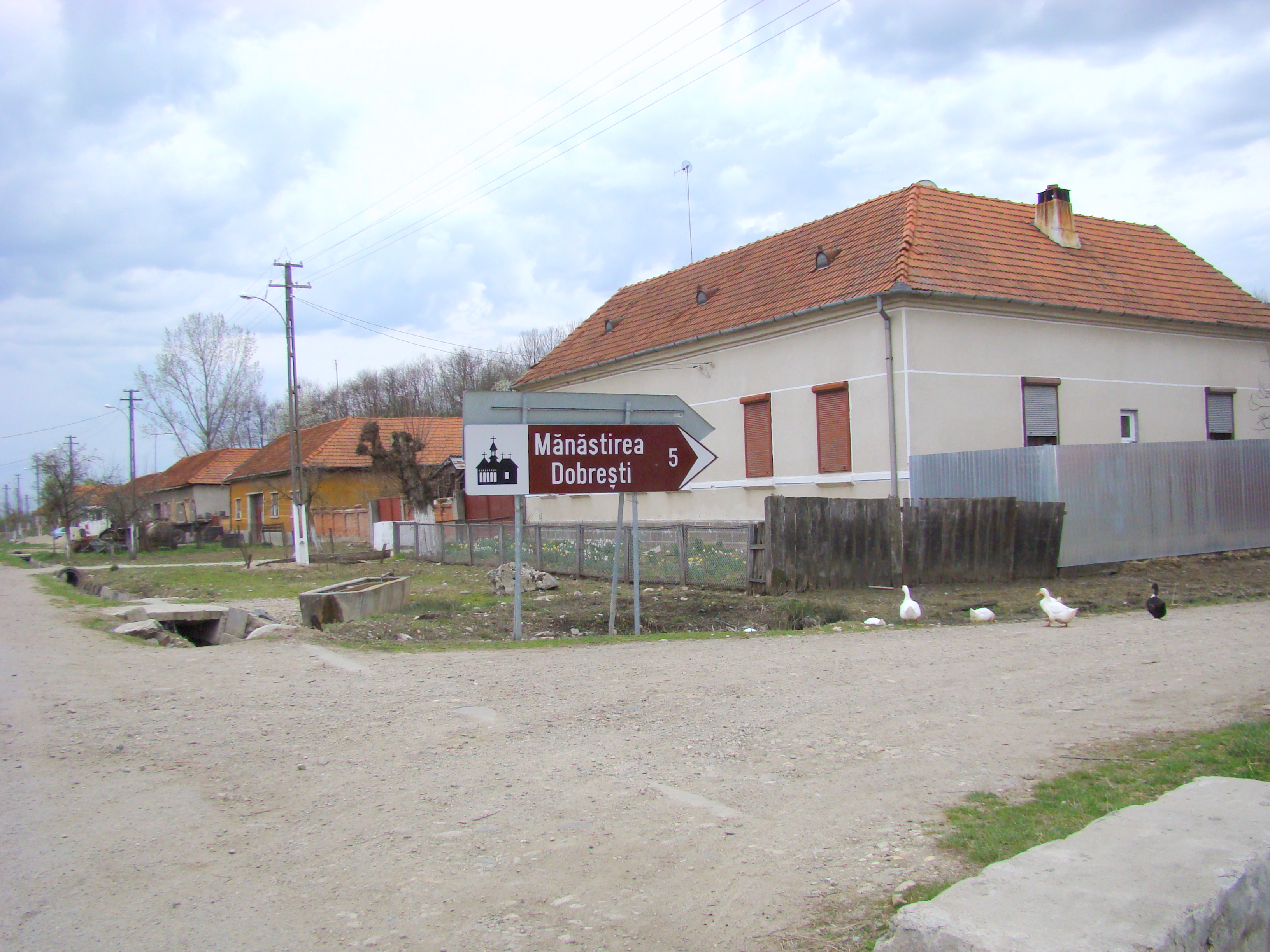
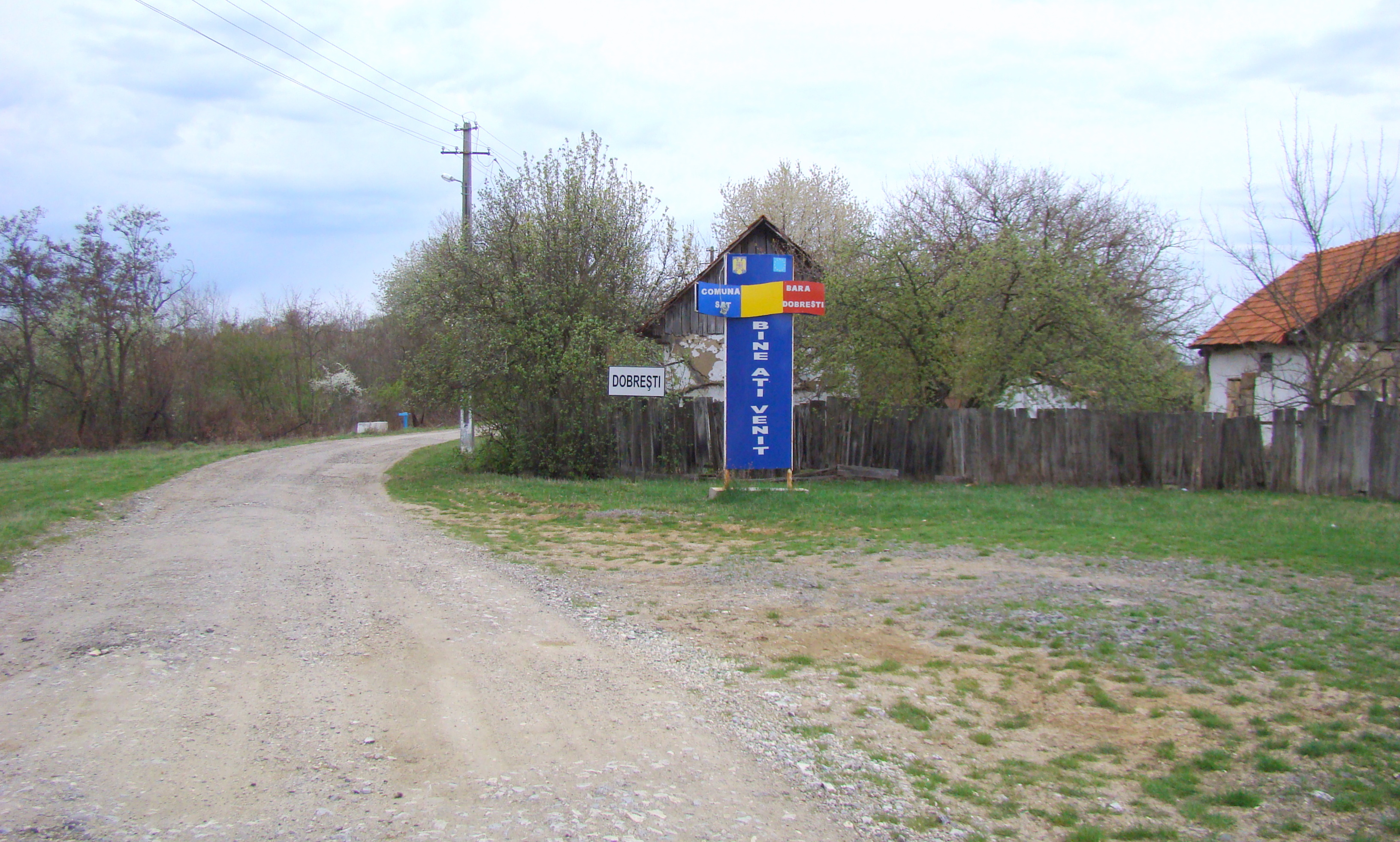
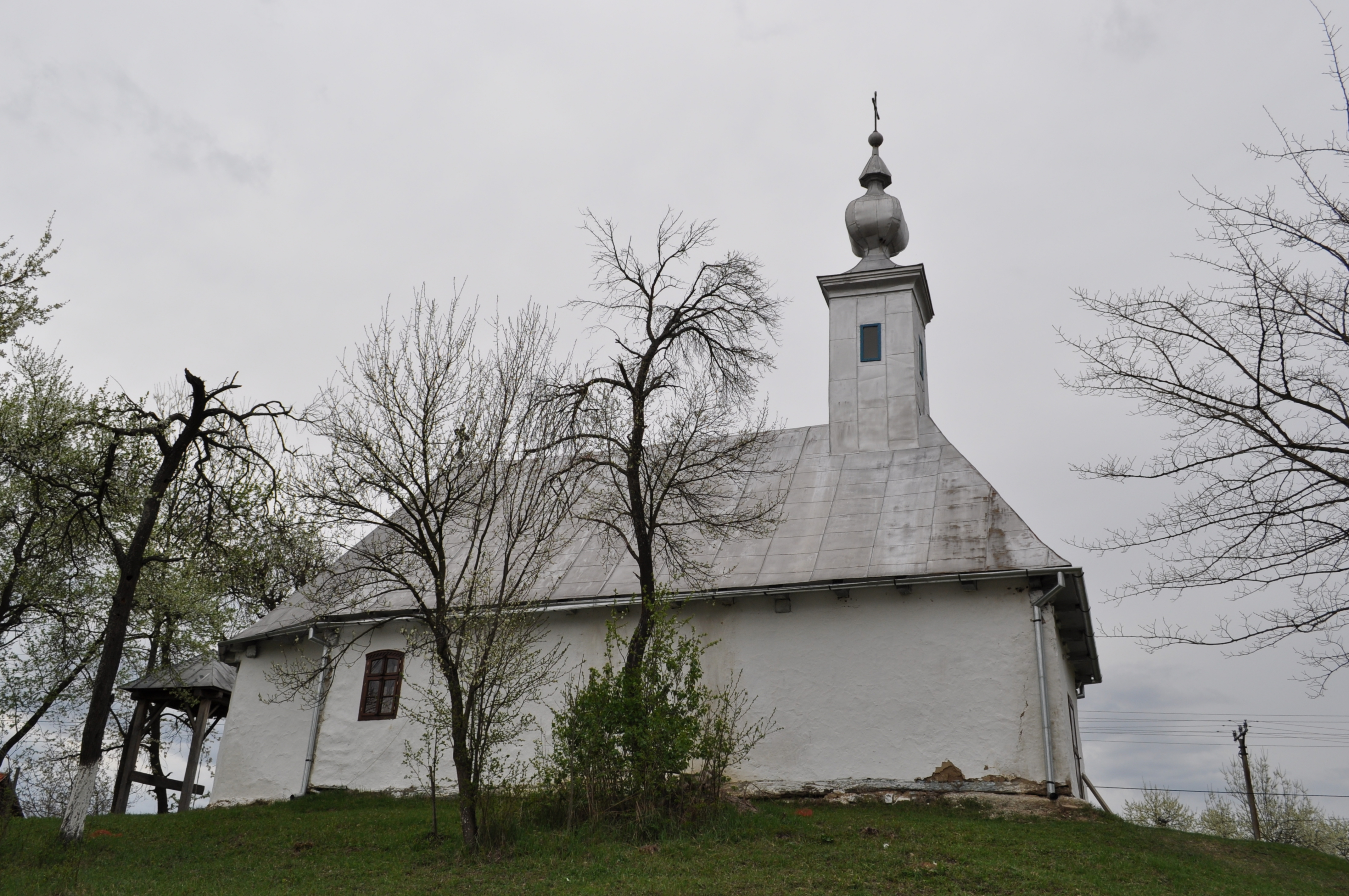
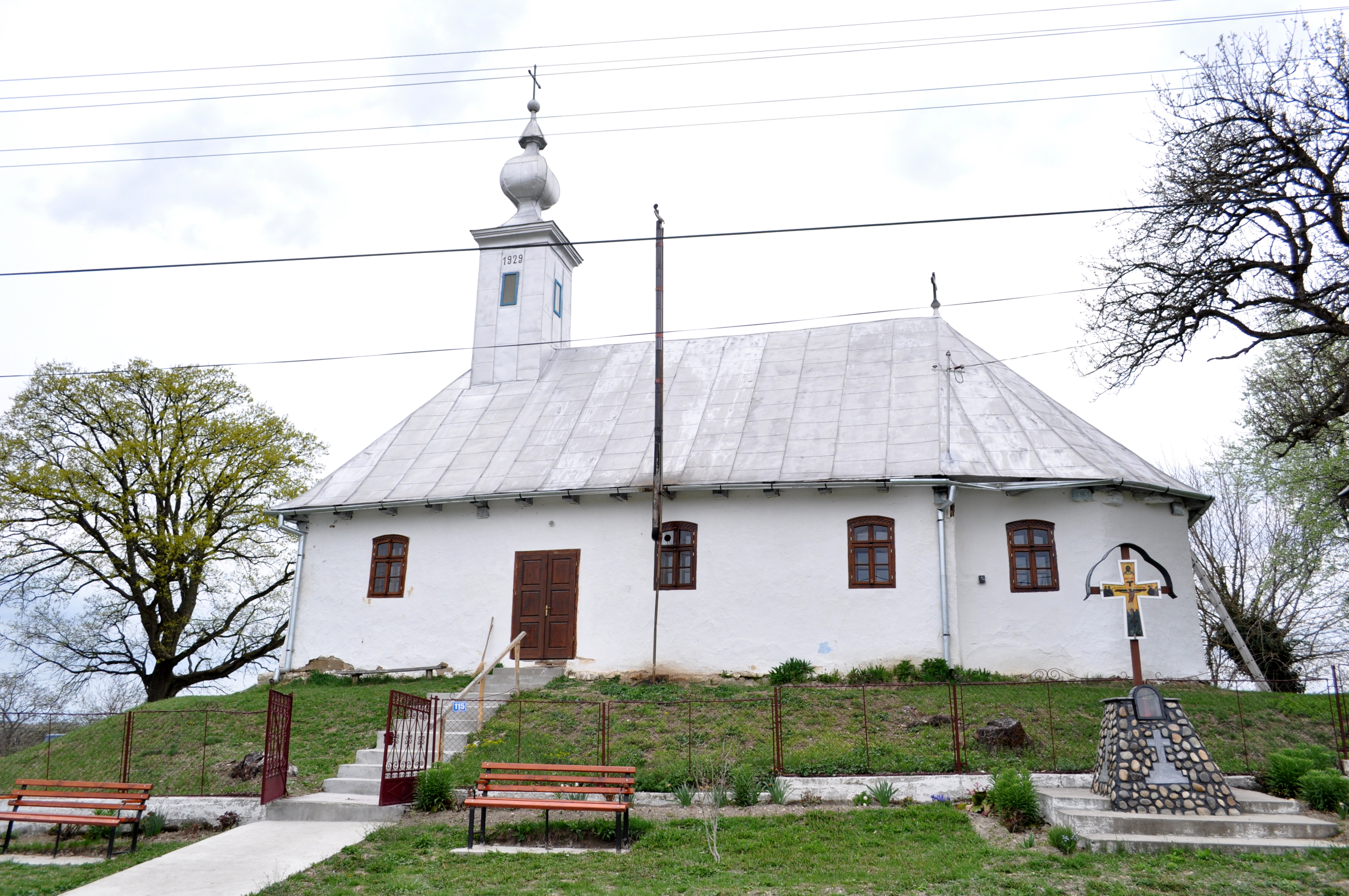
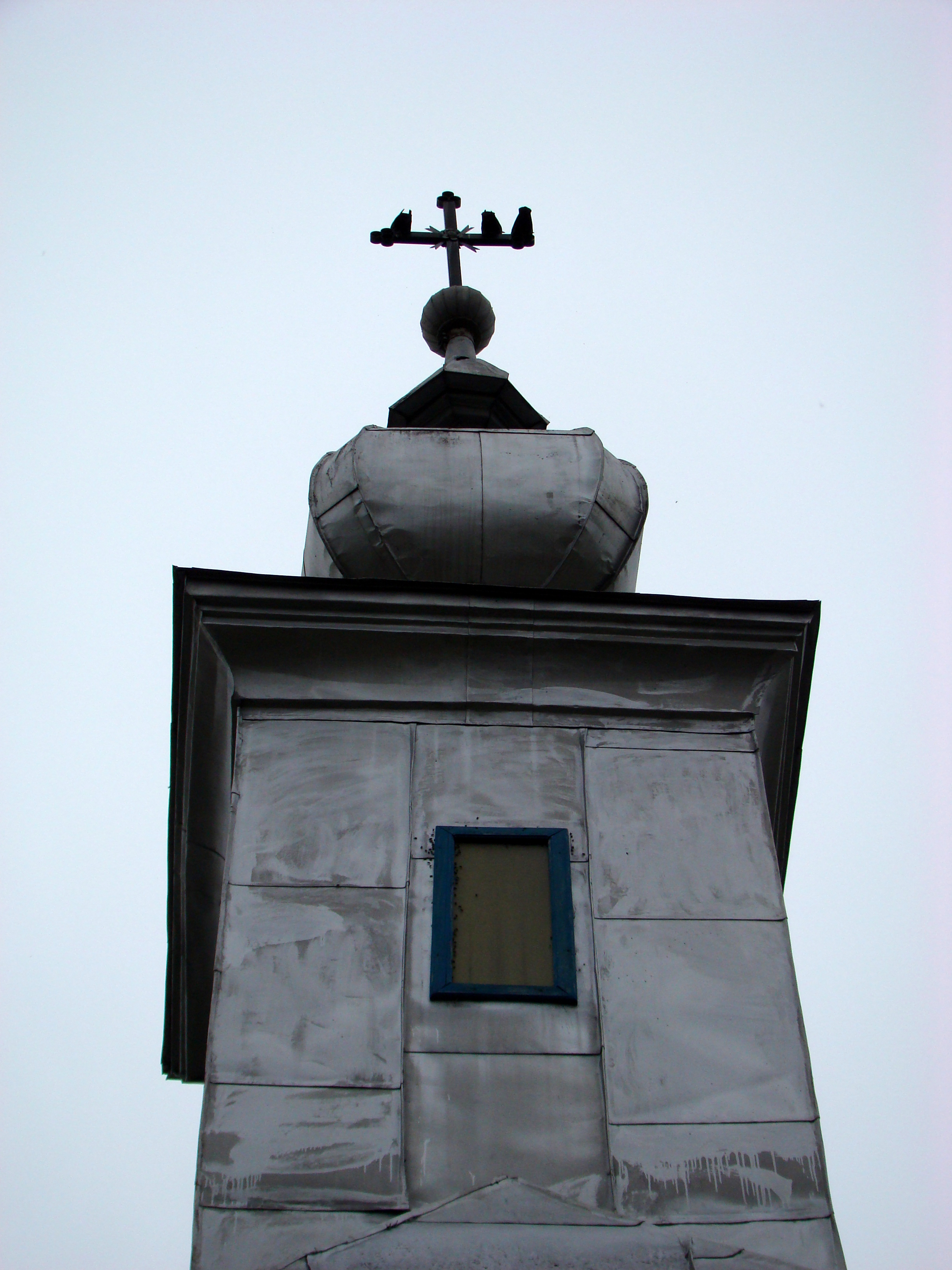
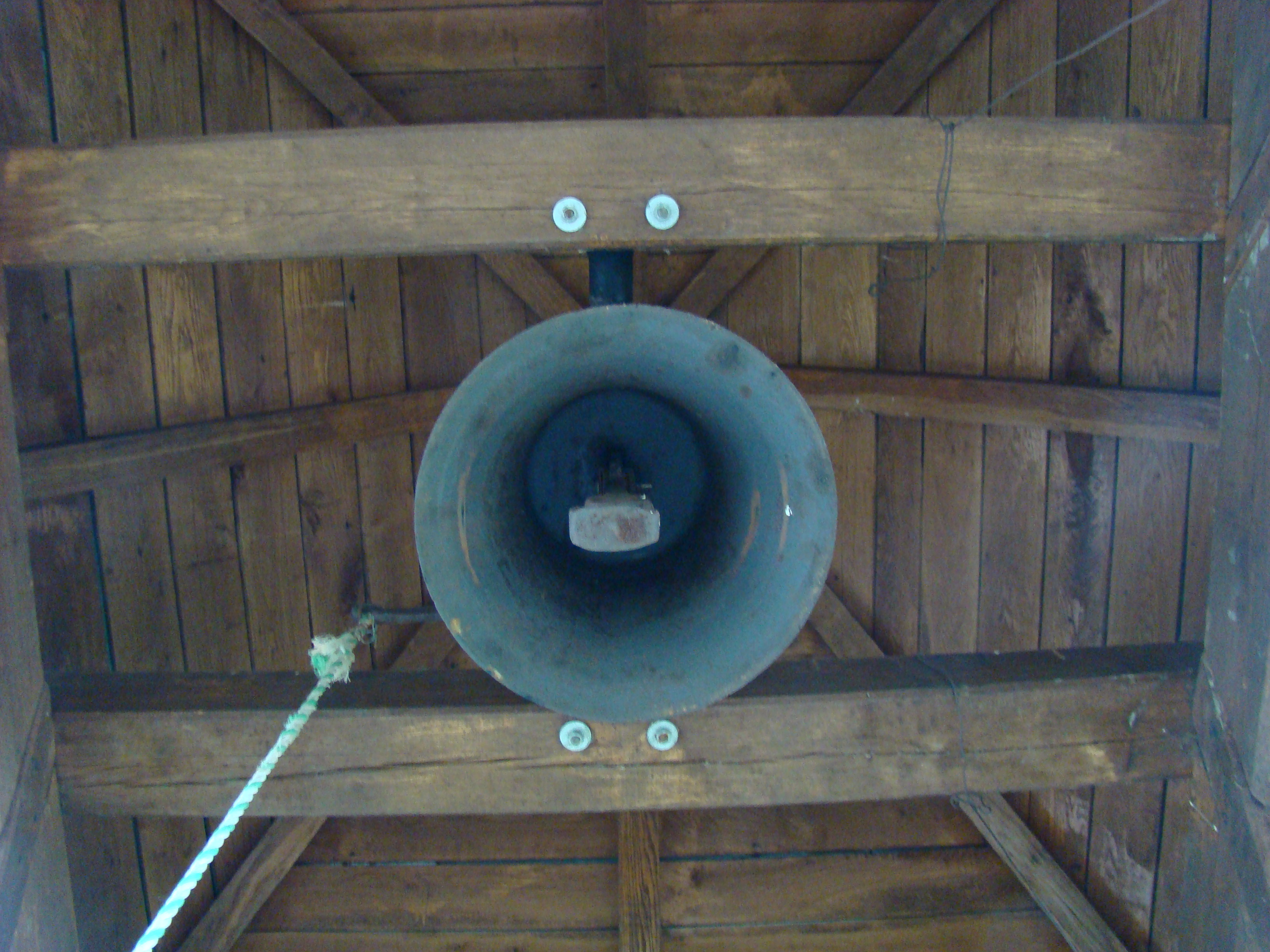
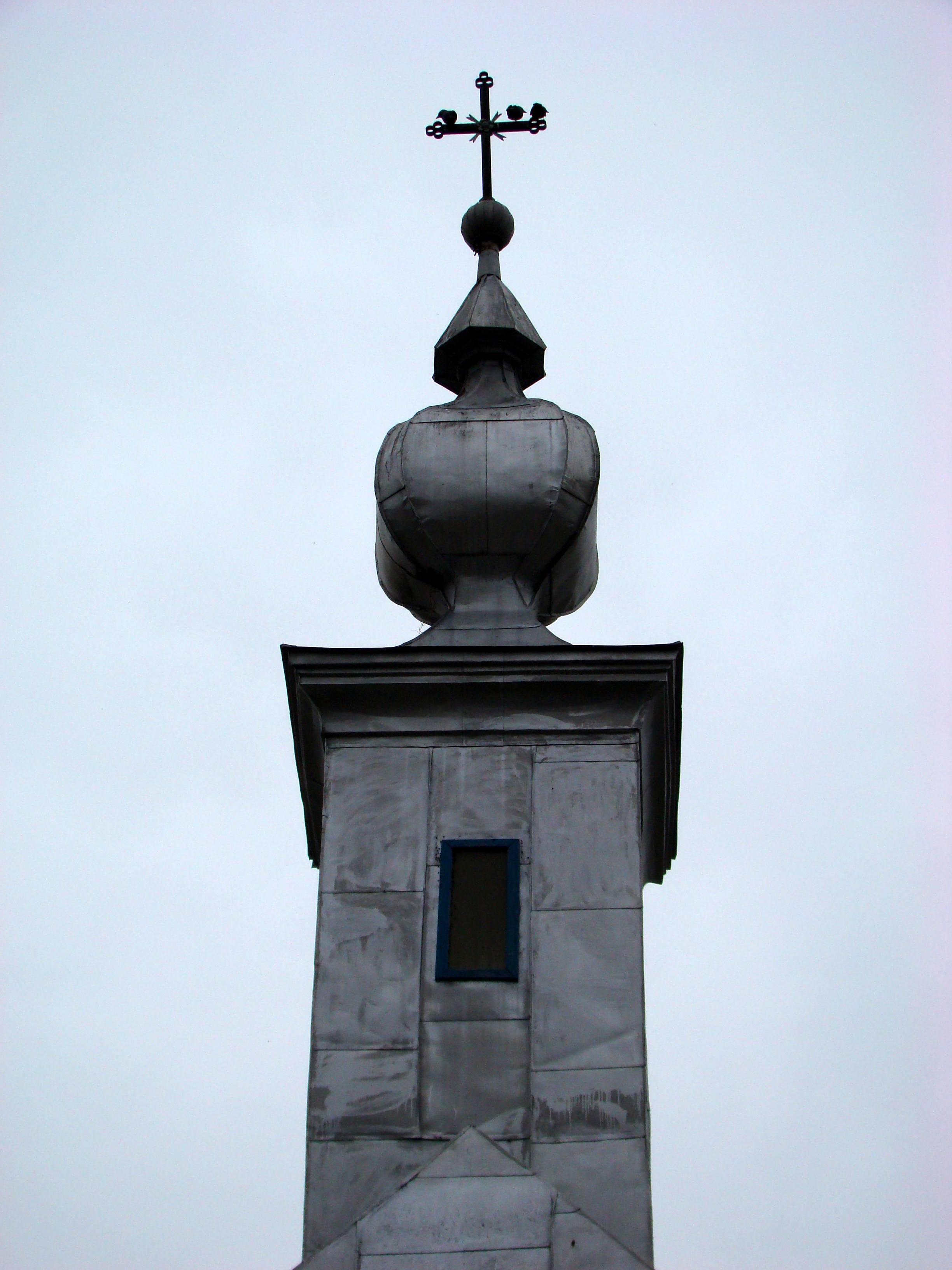
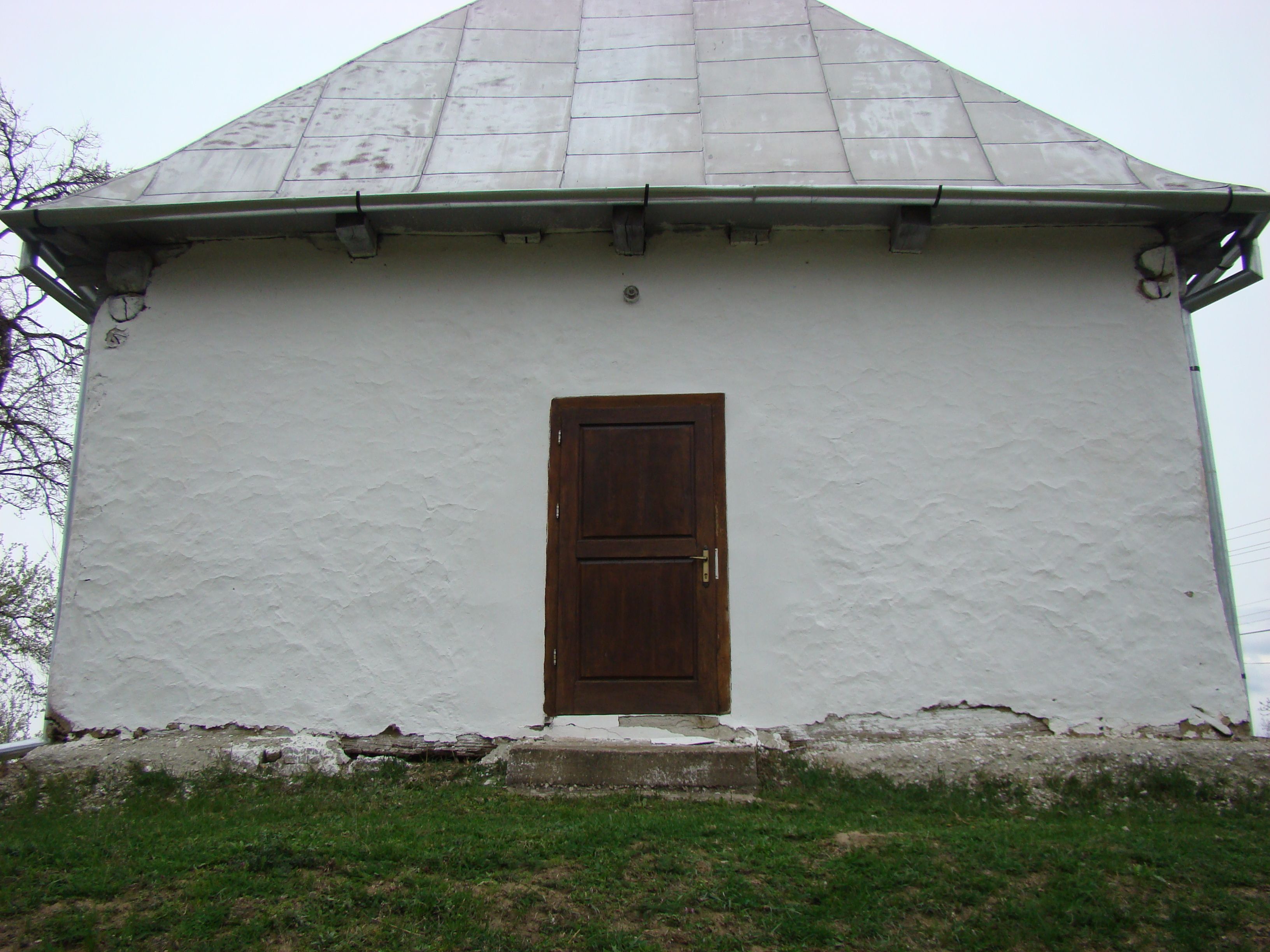
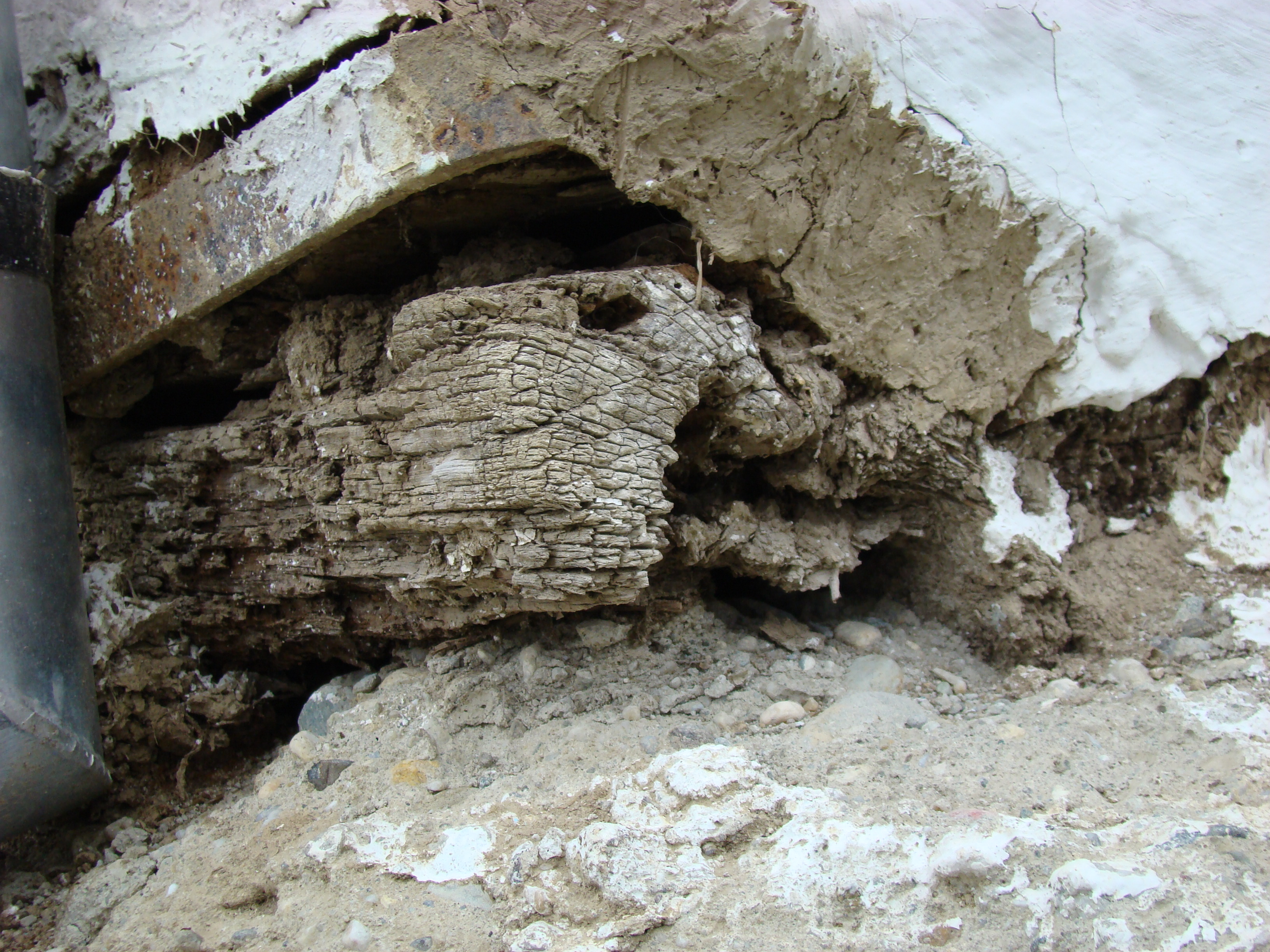
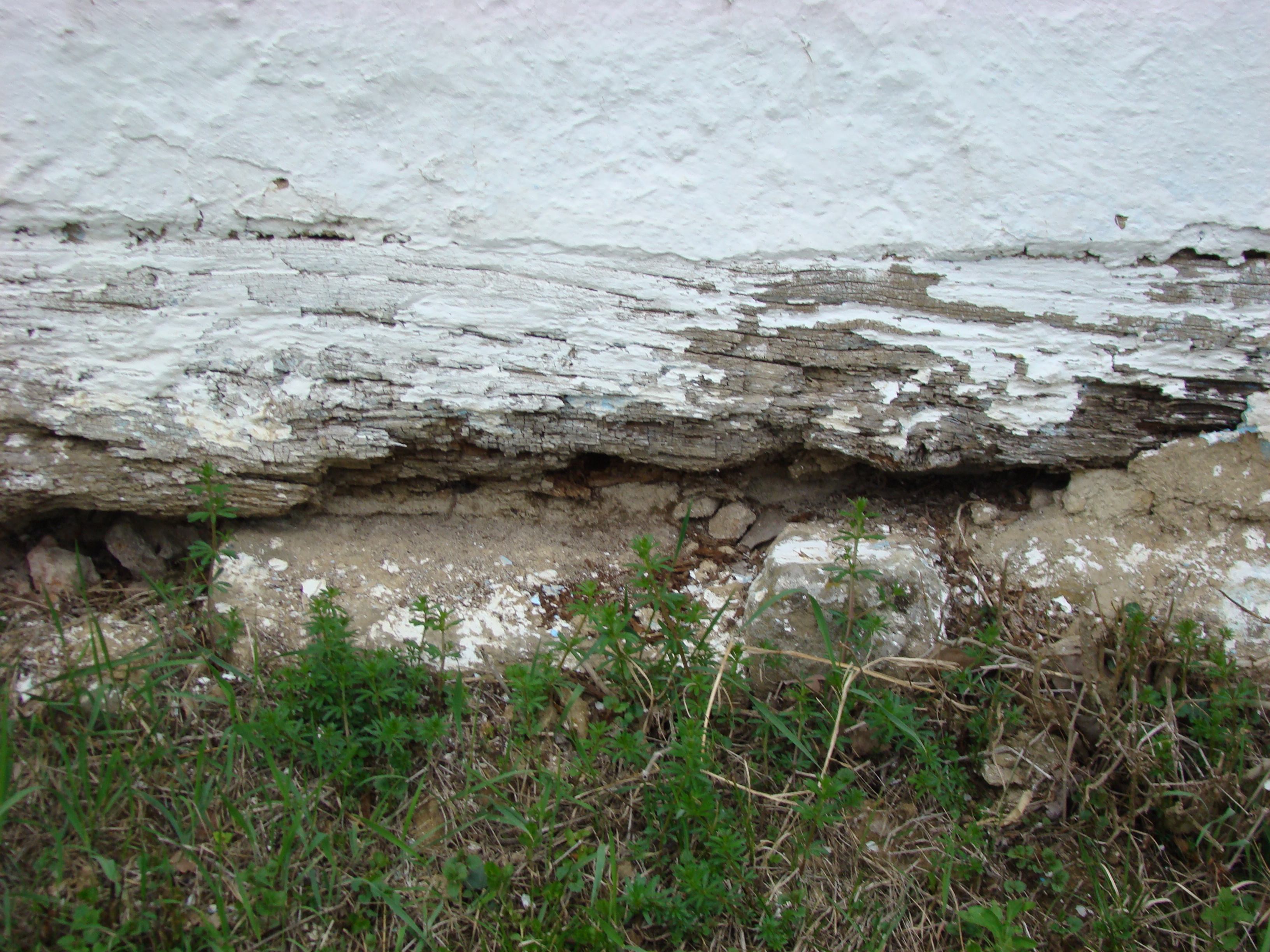
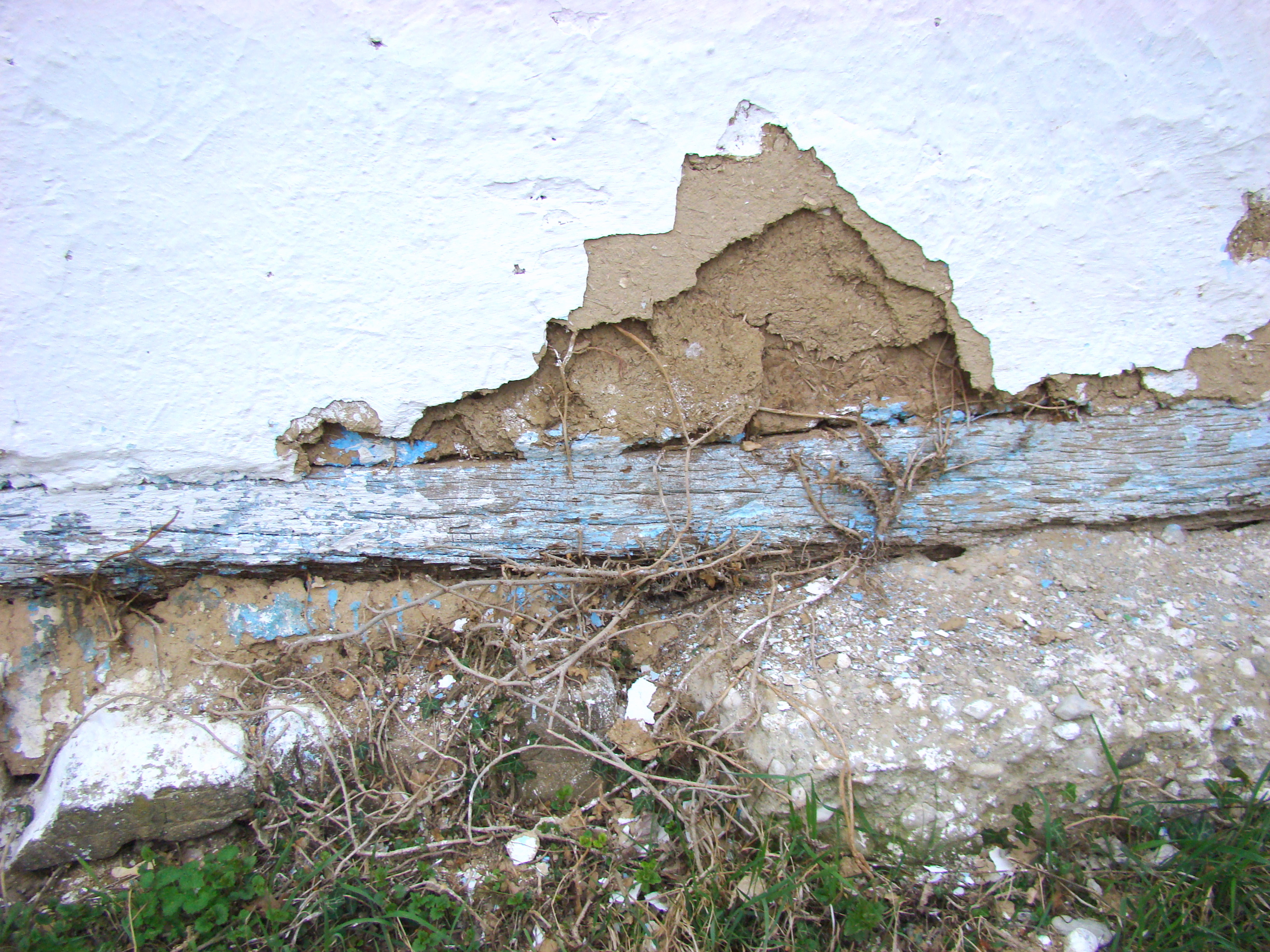
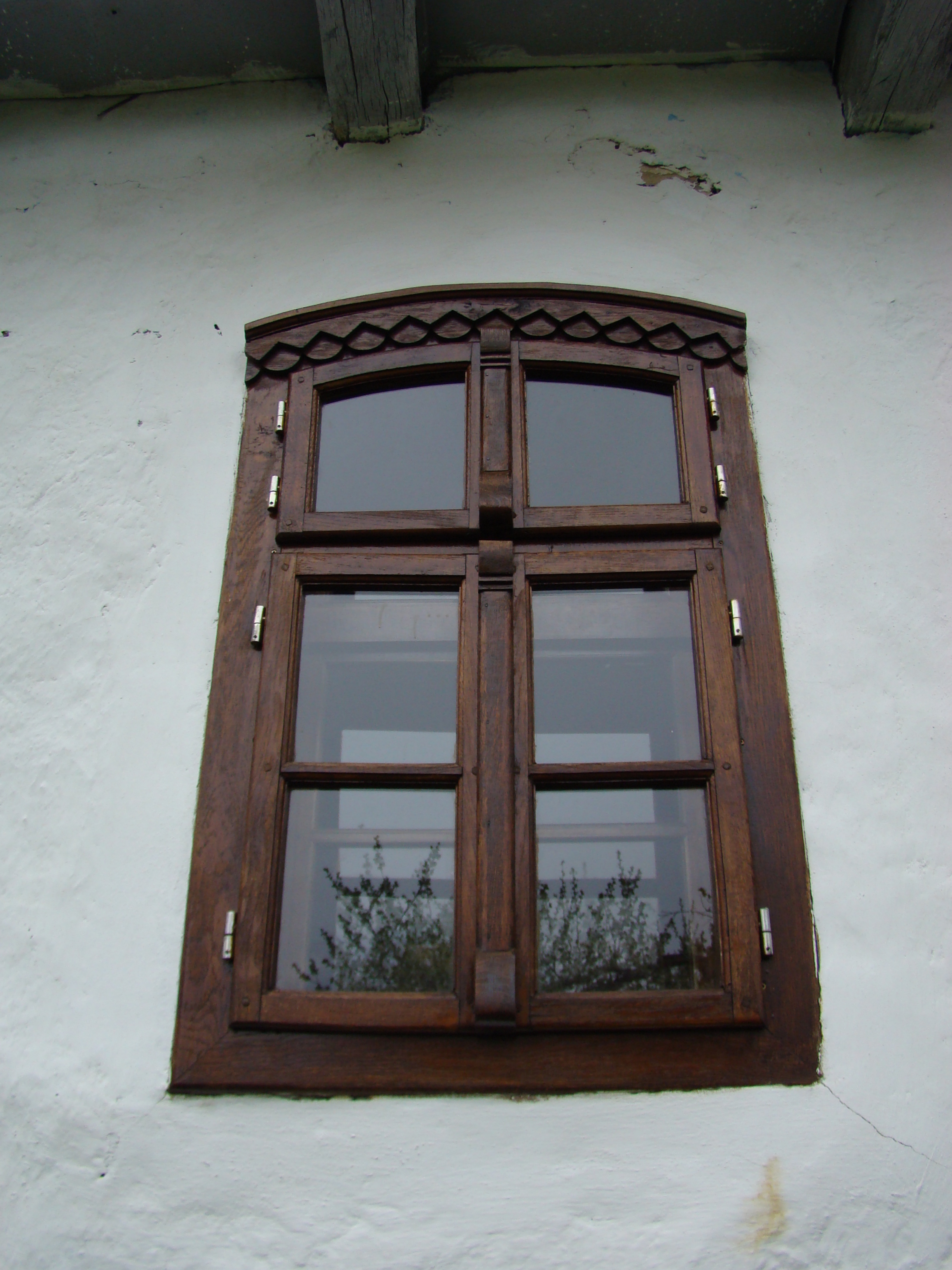
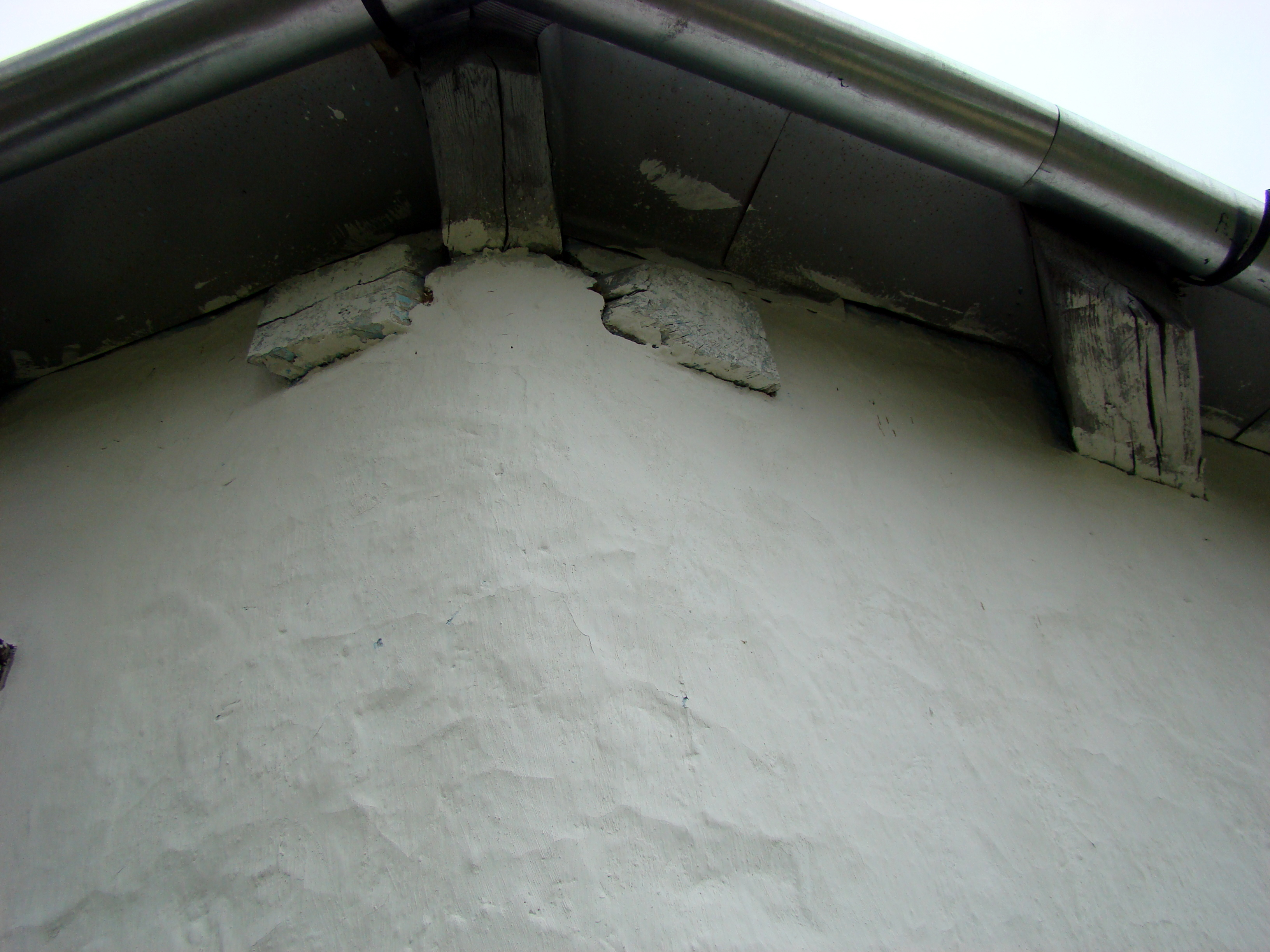
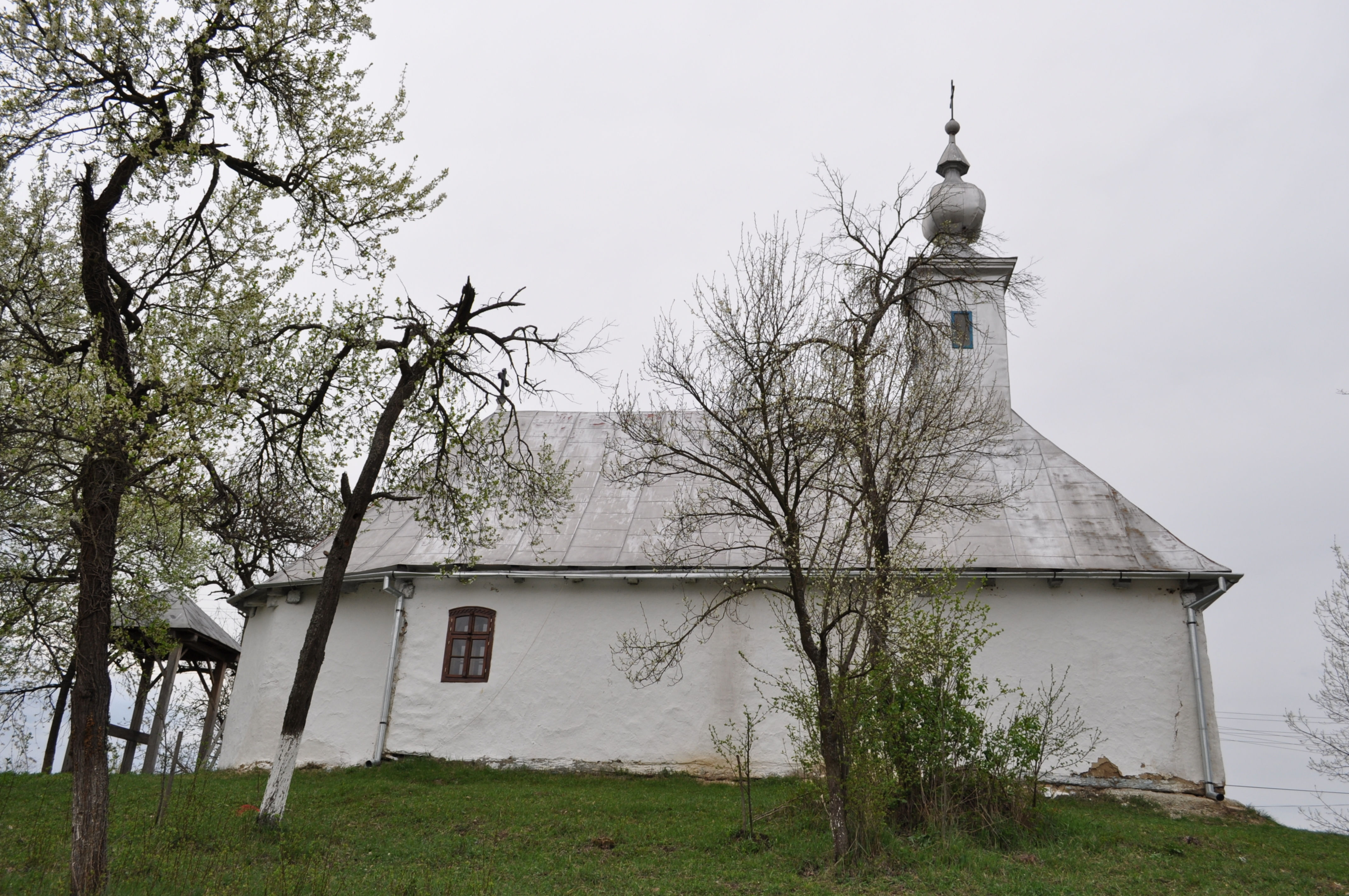
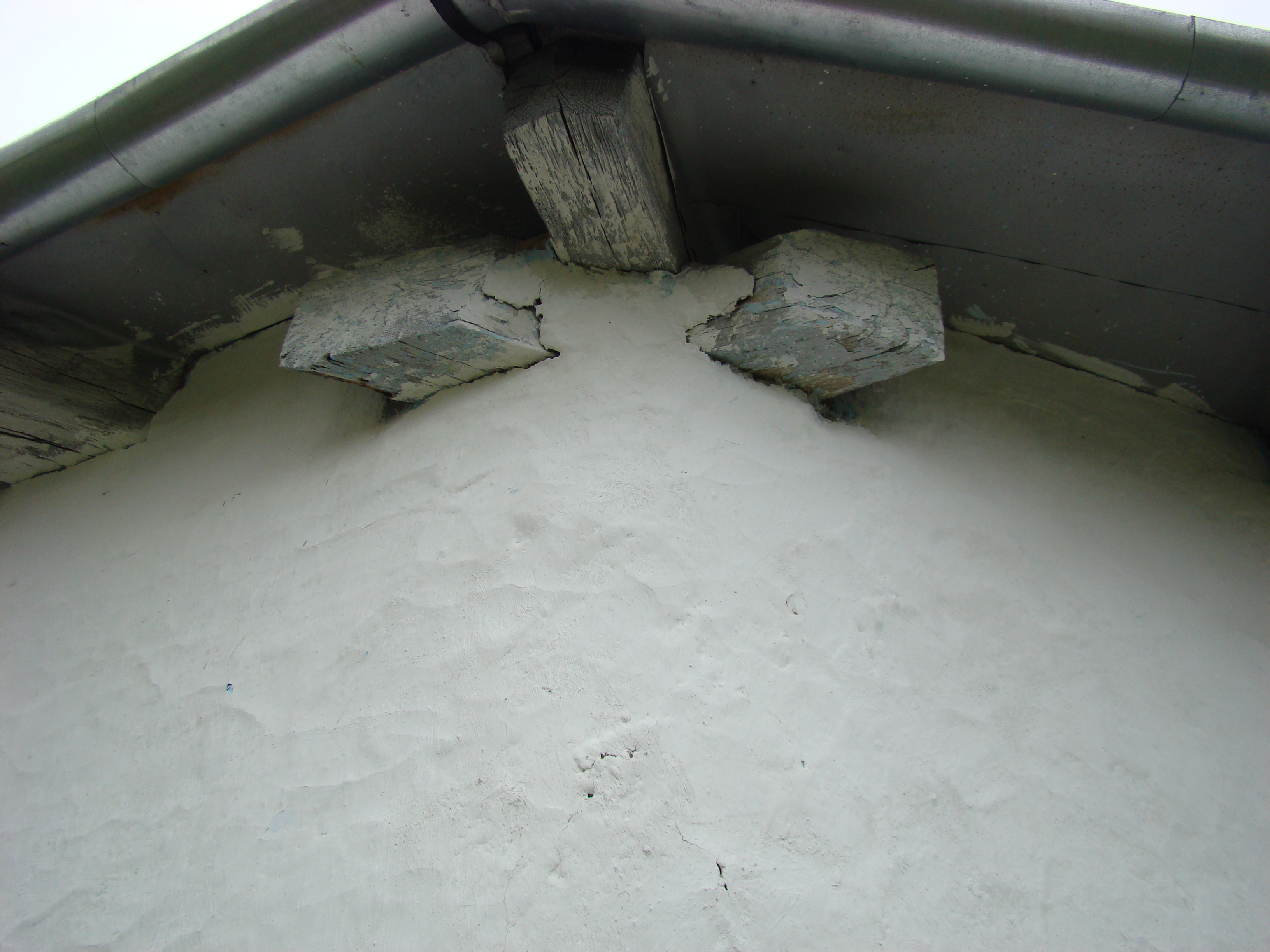
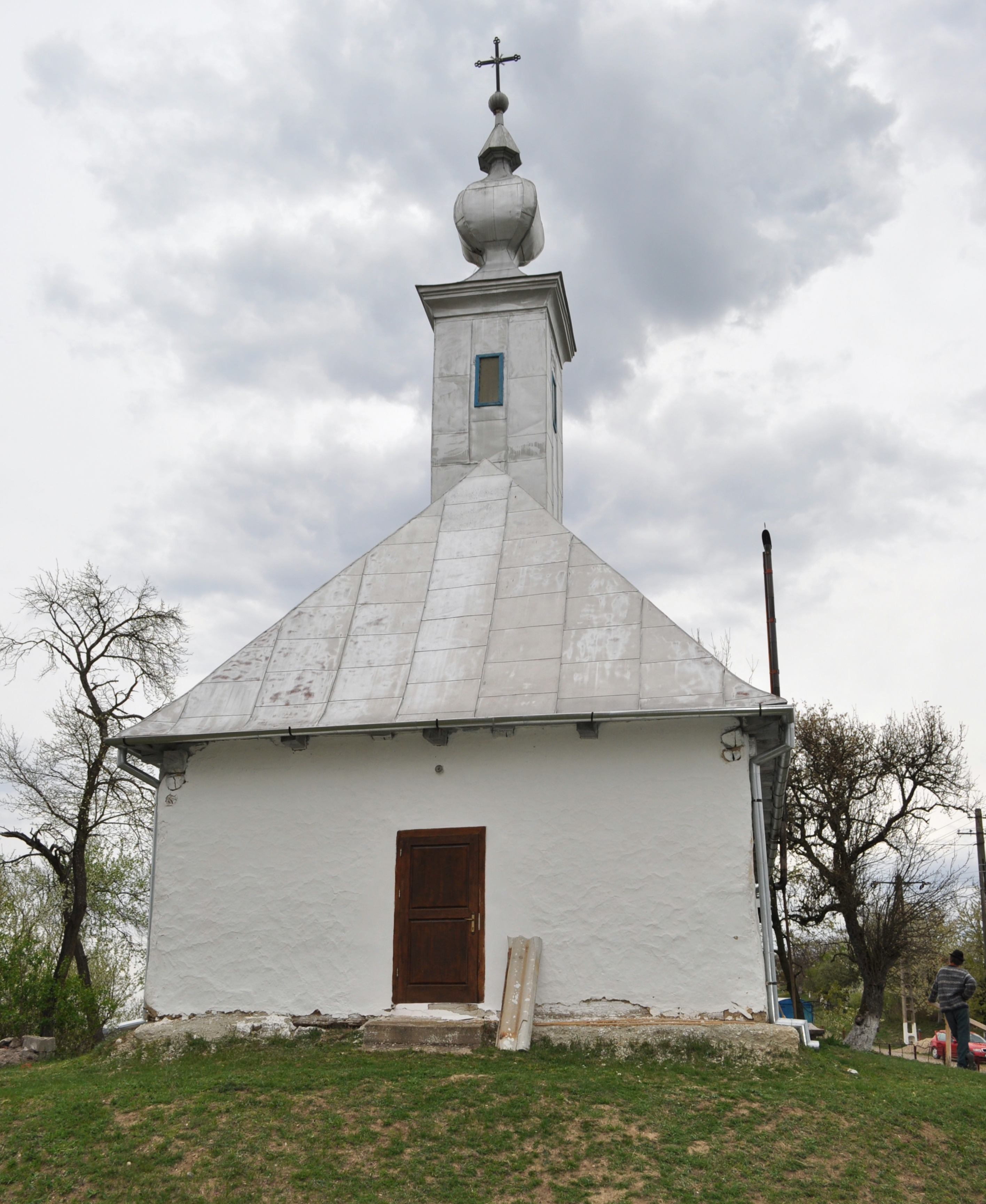
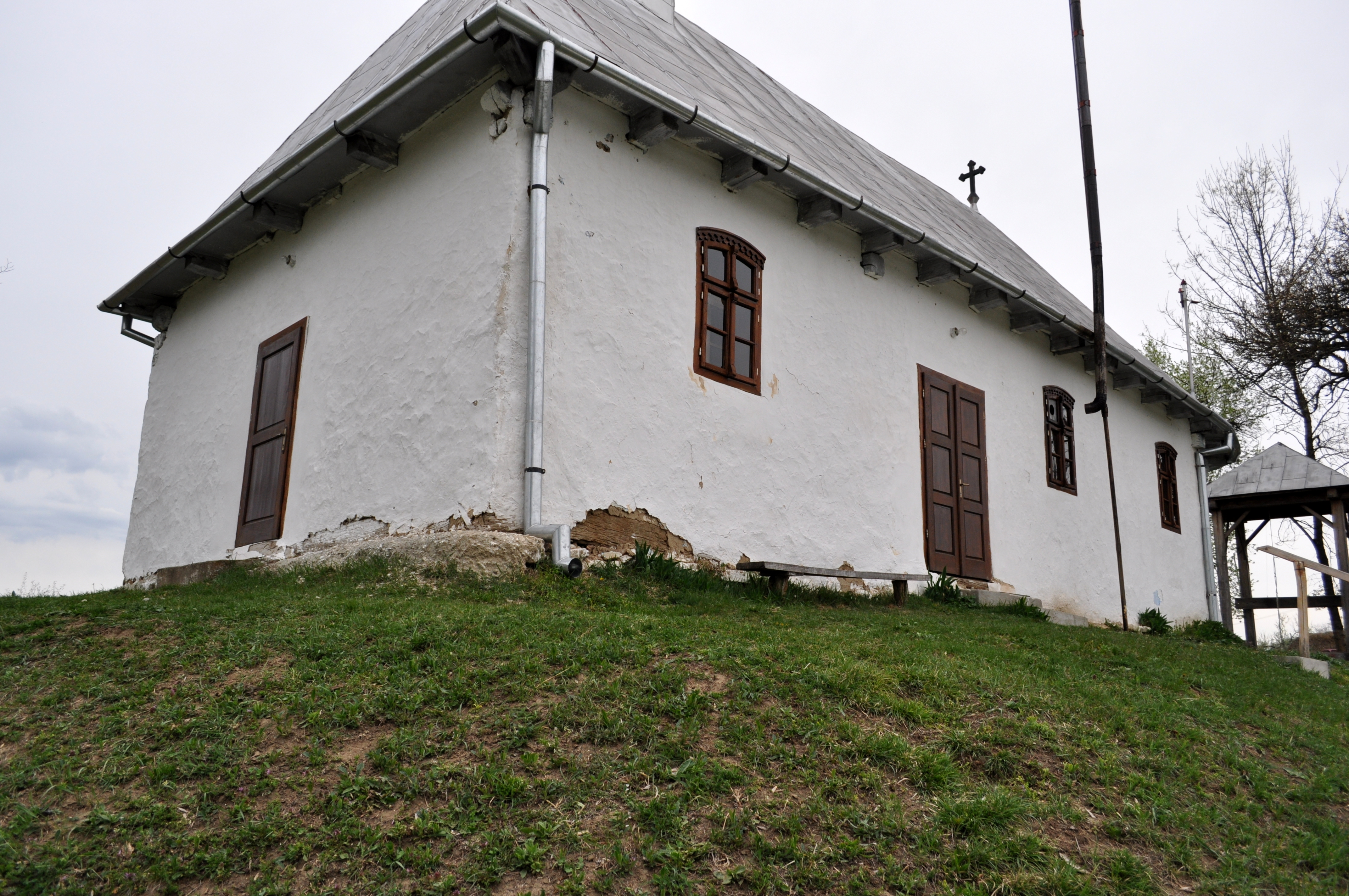
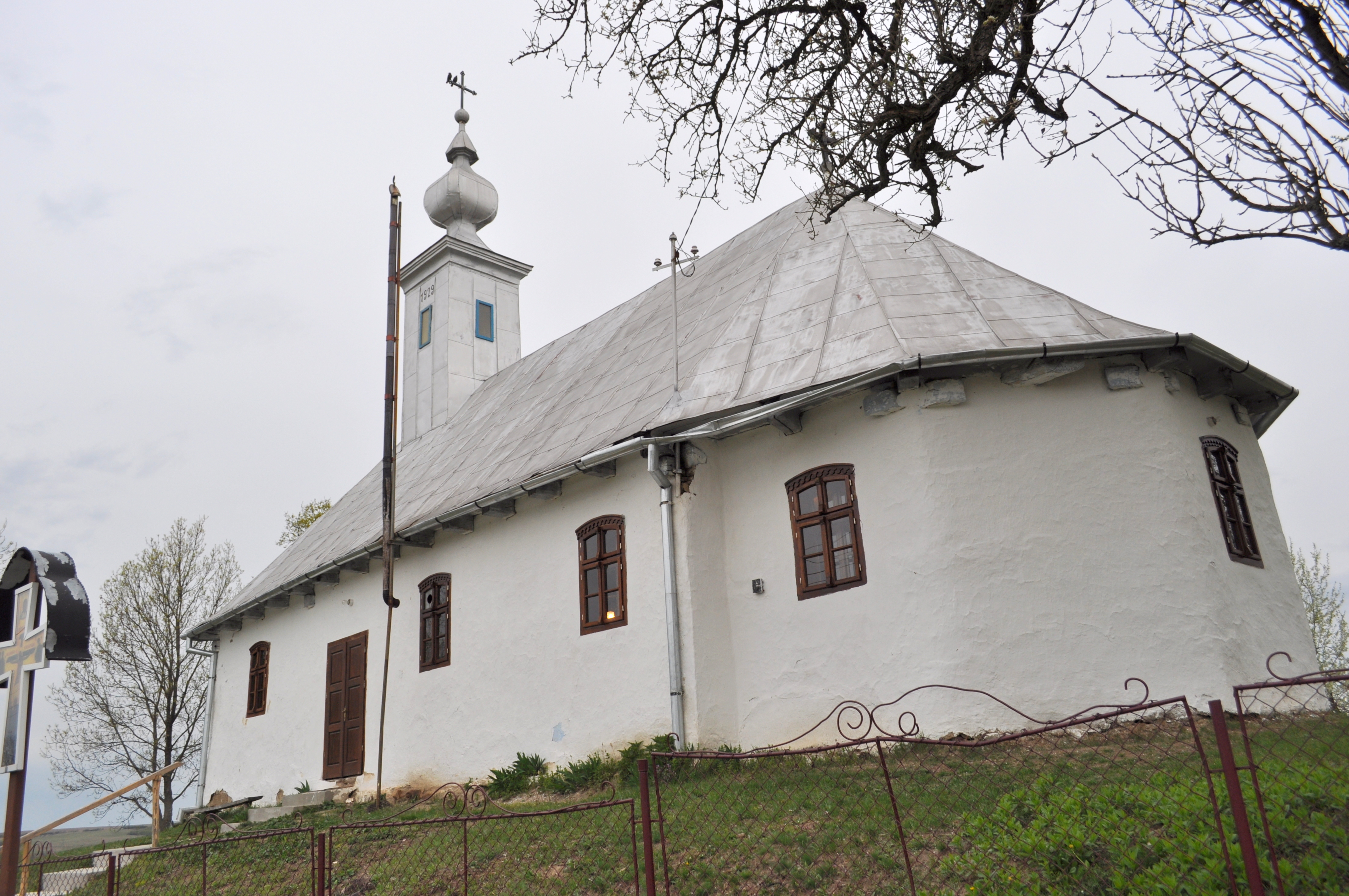
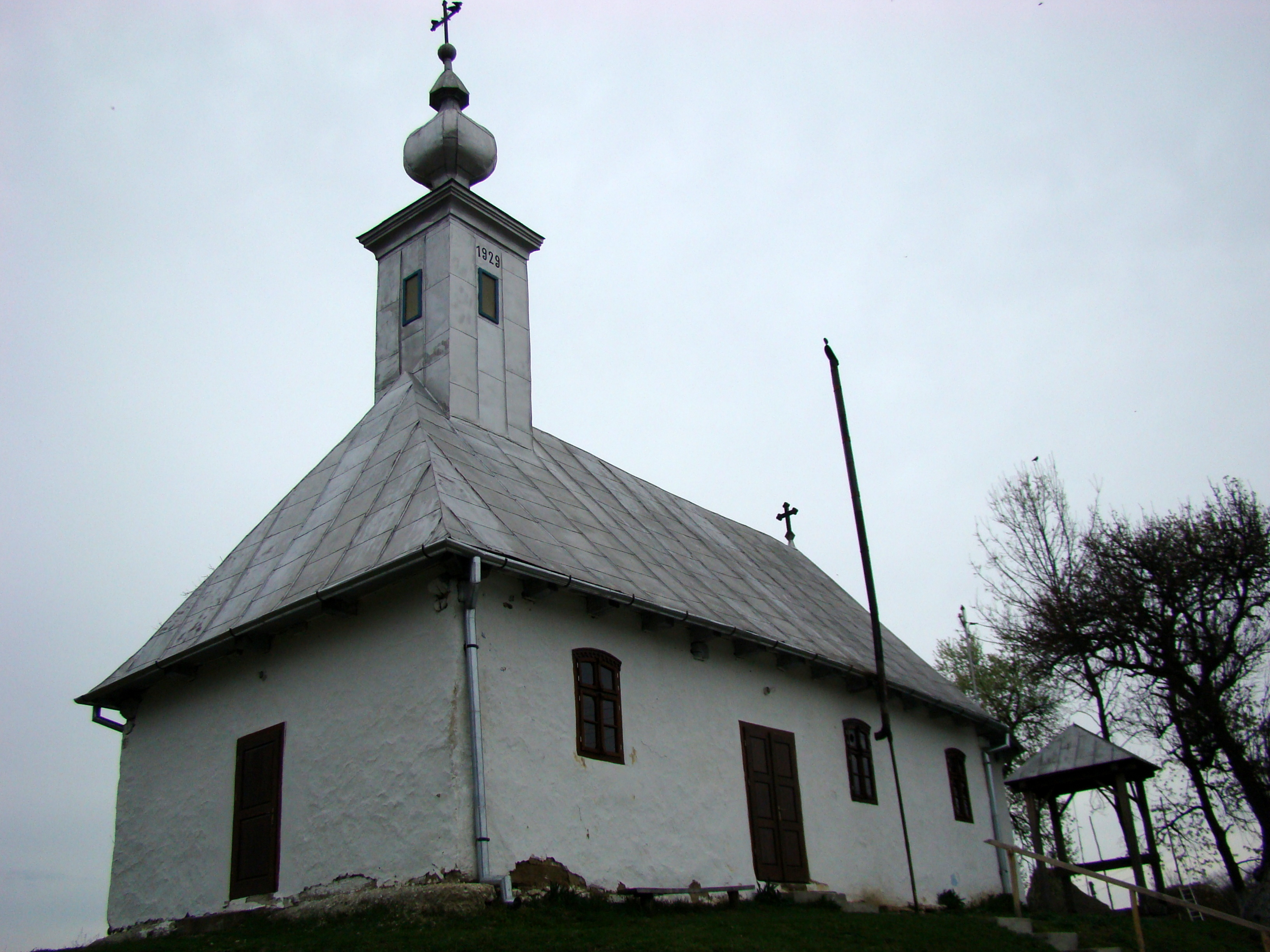
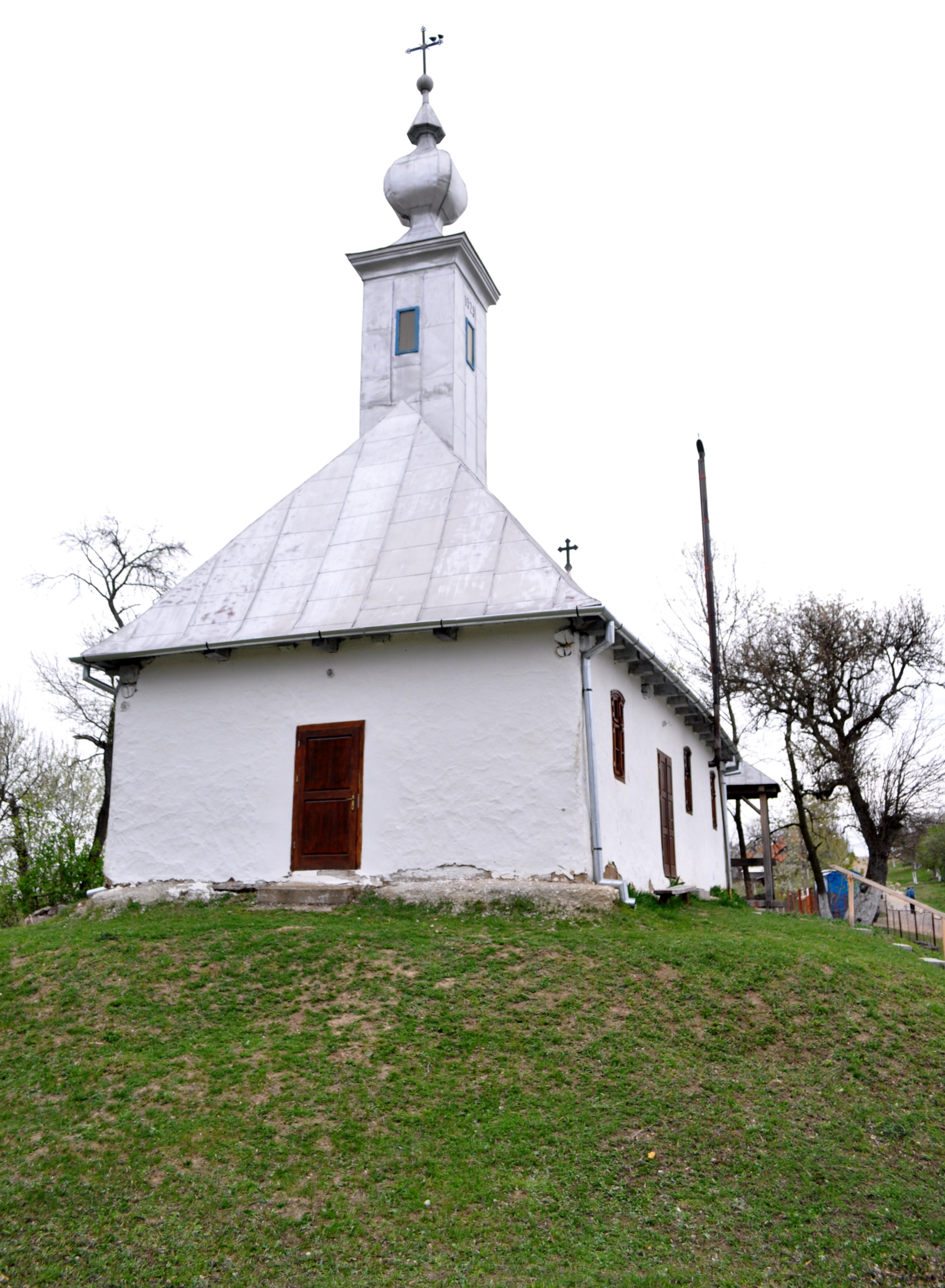
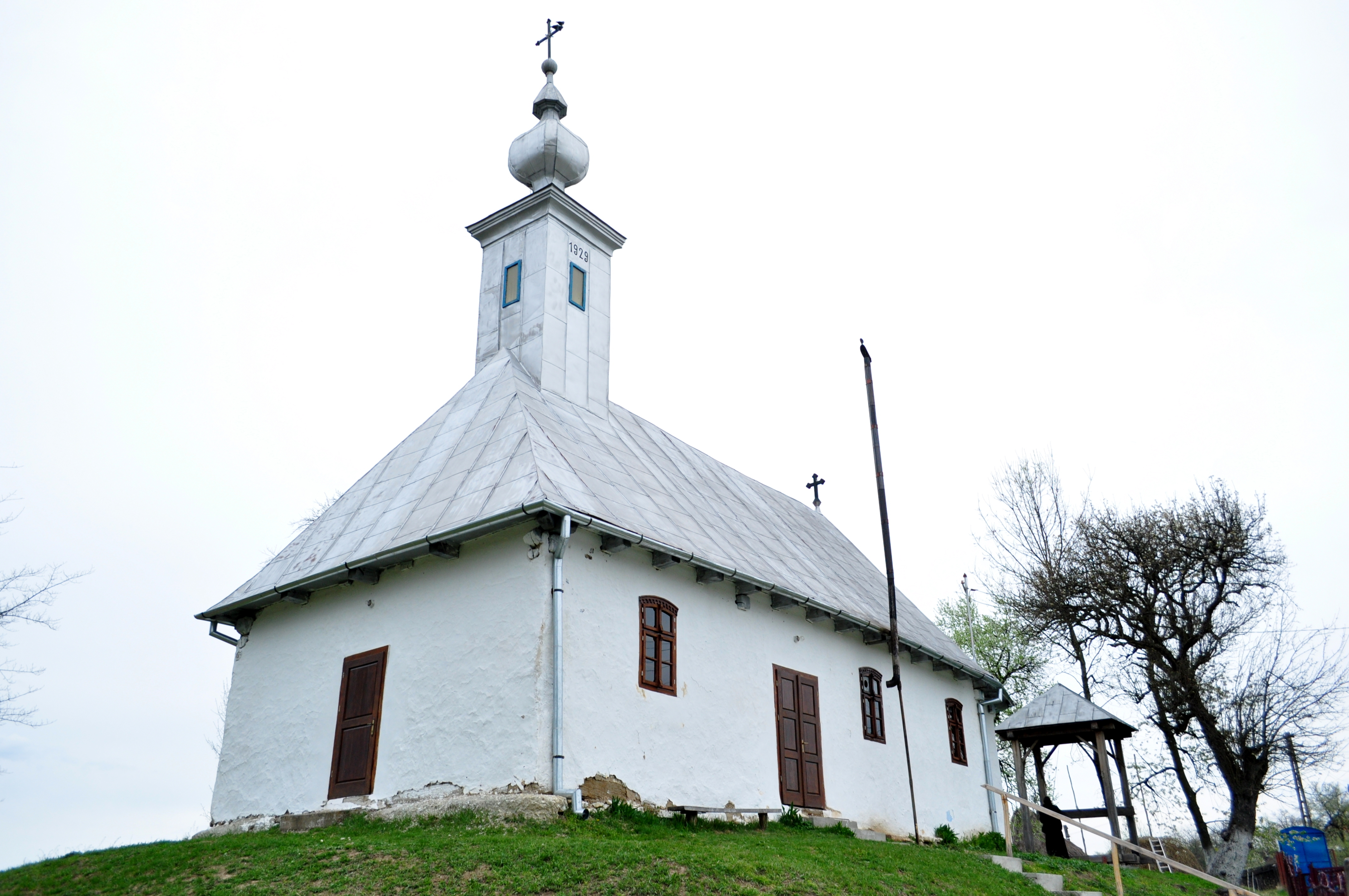
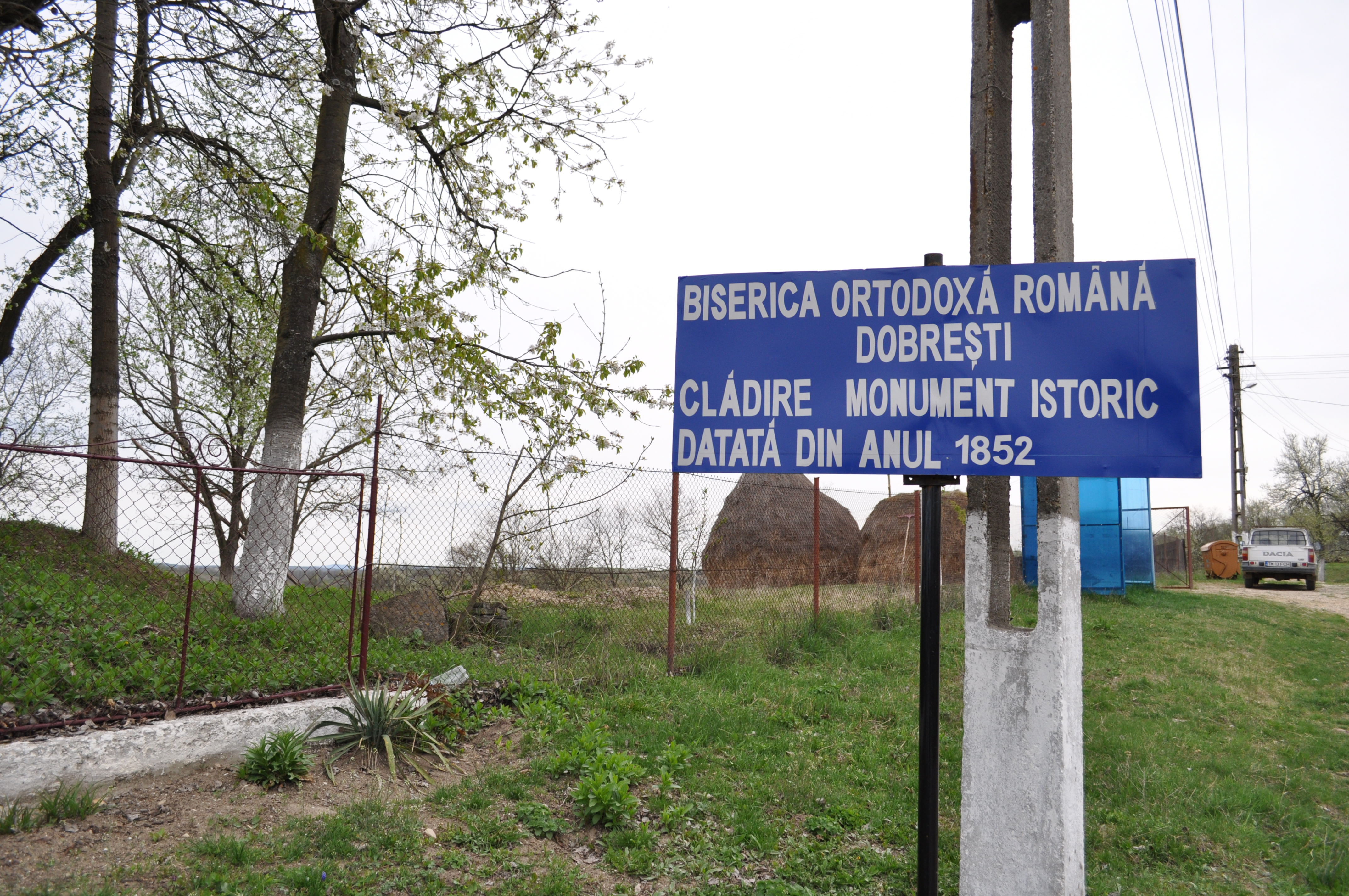

## Imagini din interior

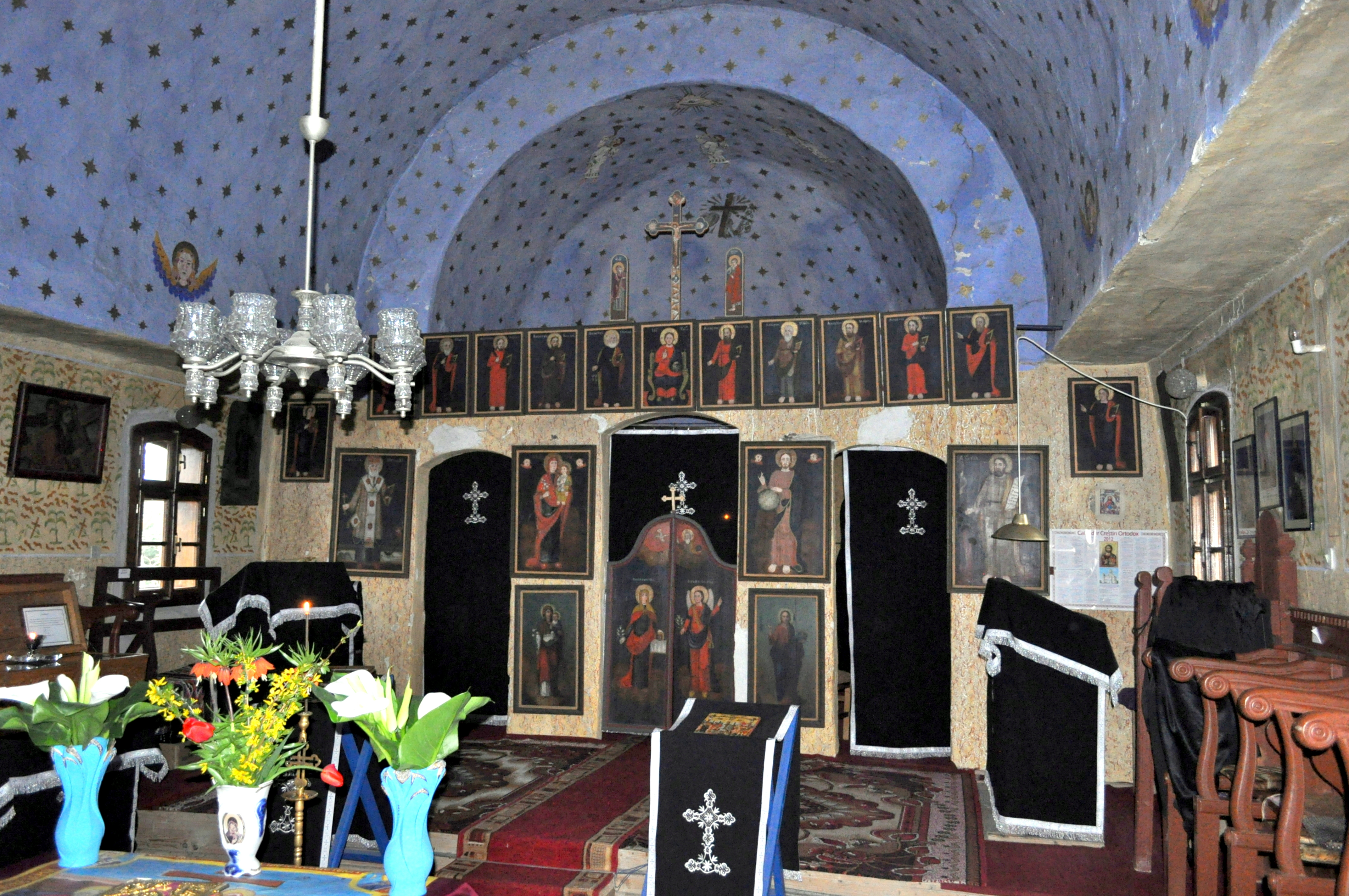
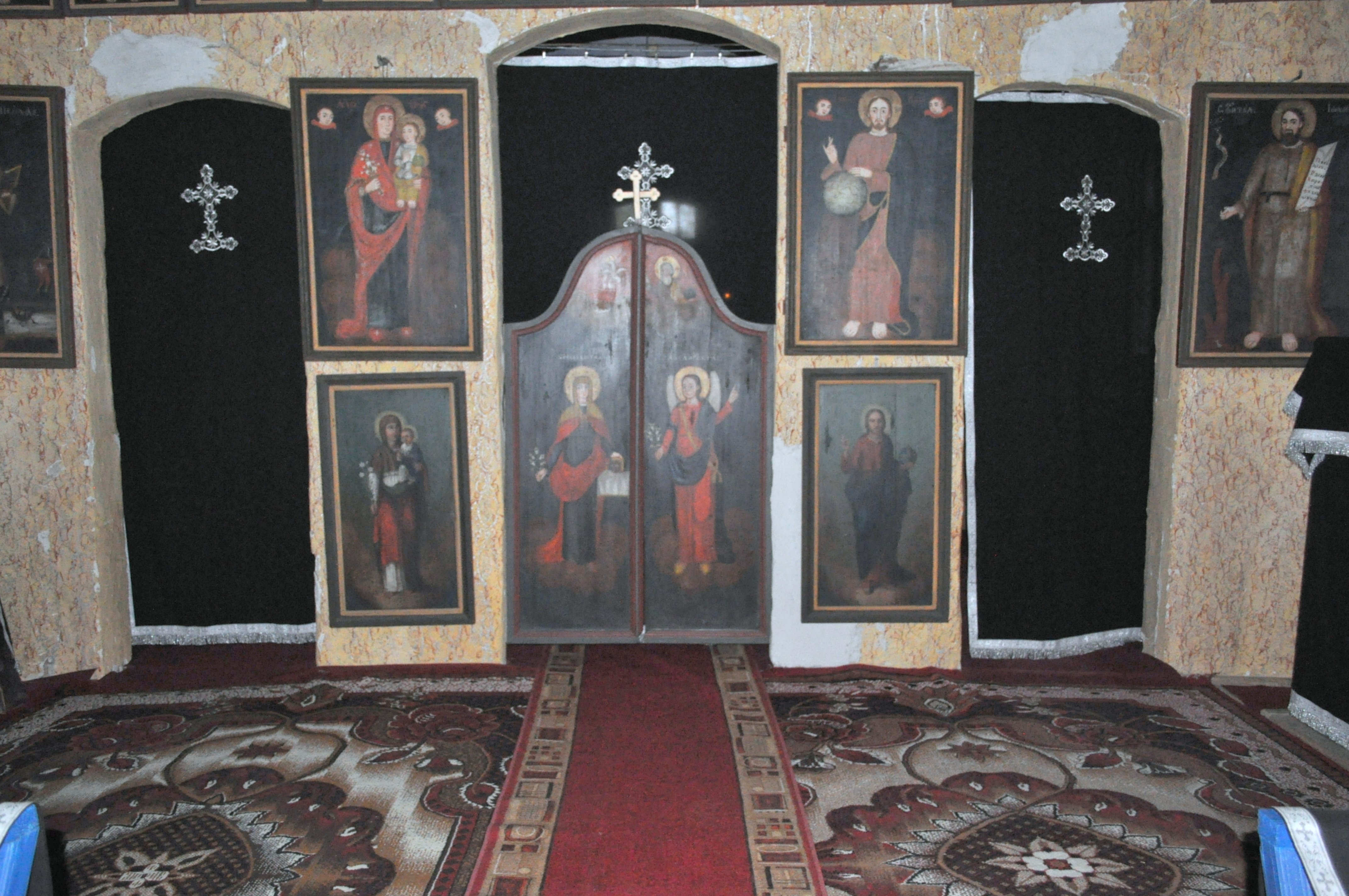
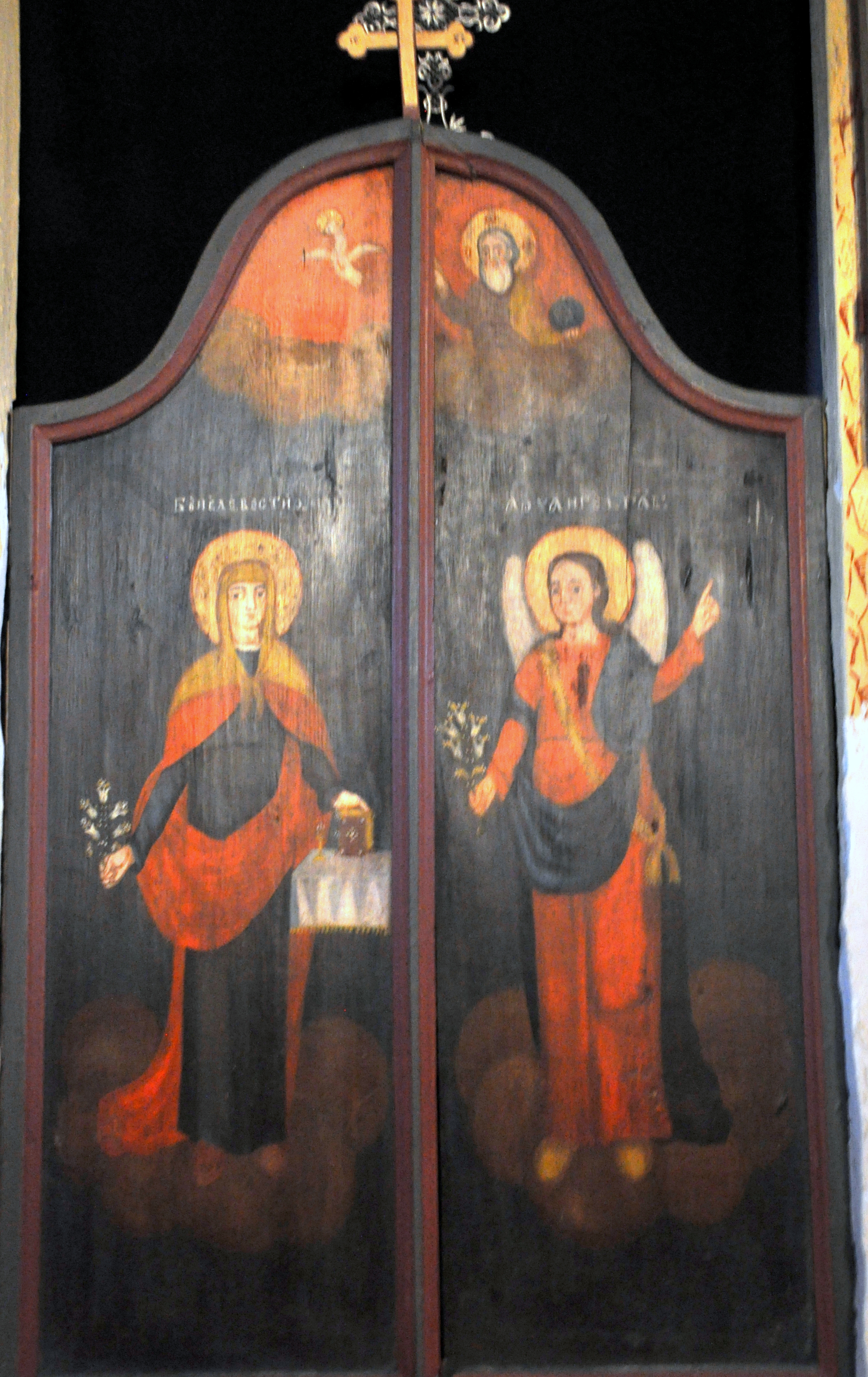
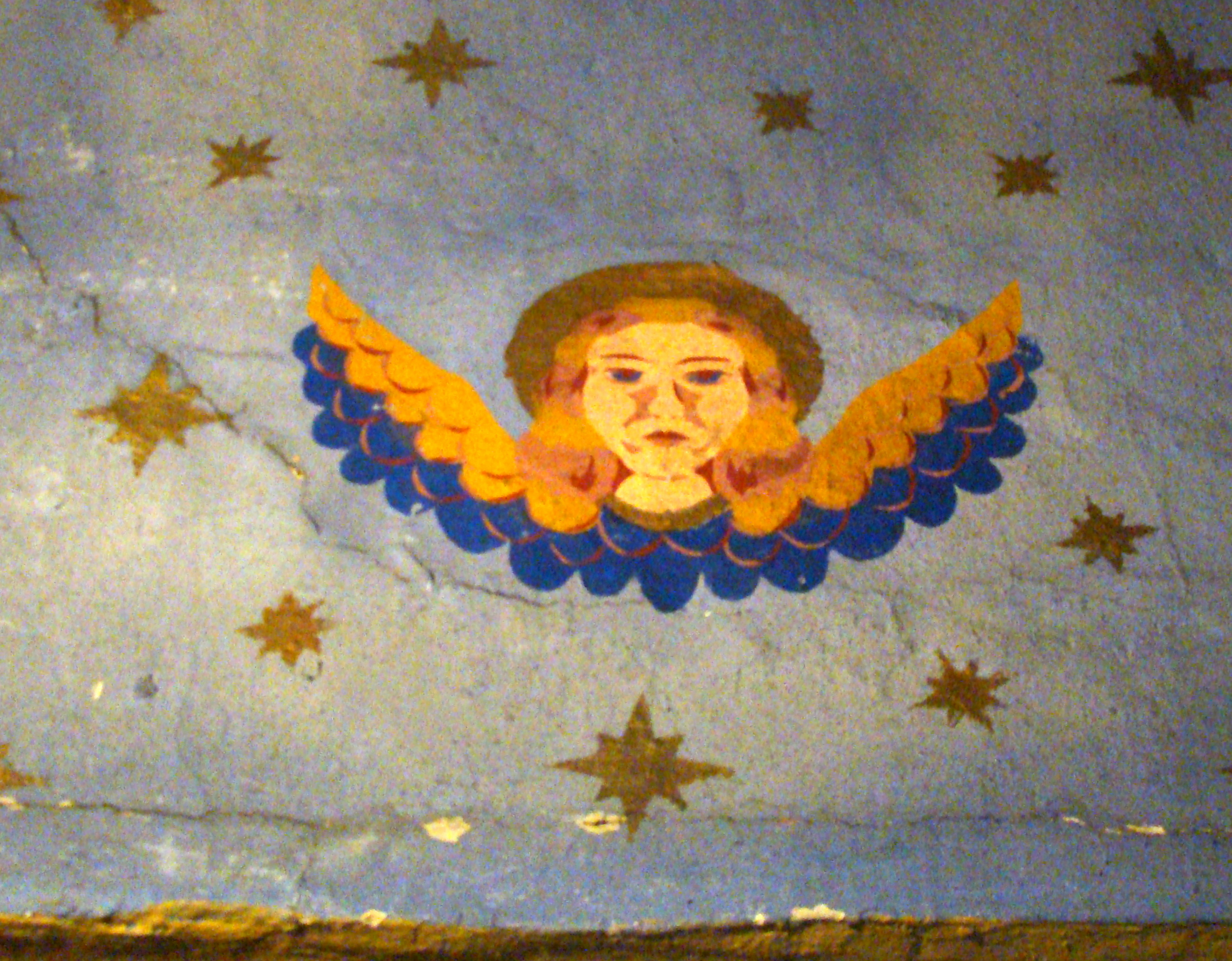
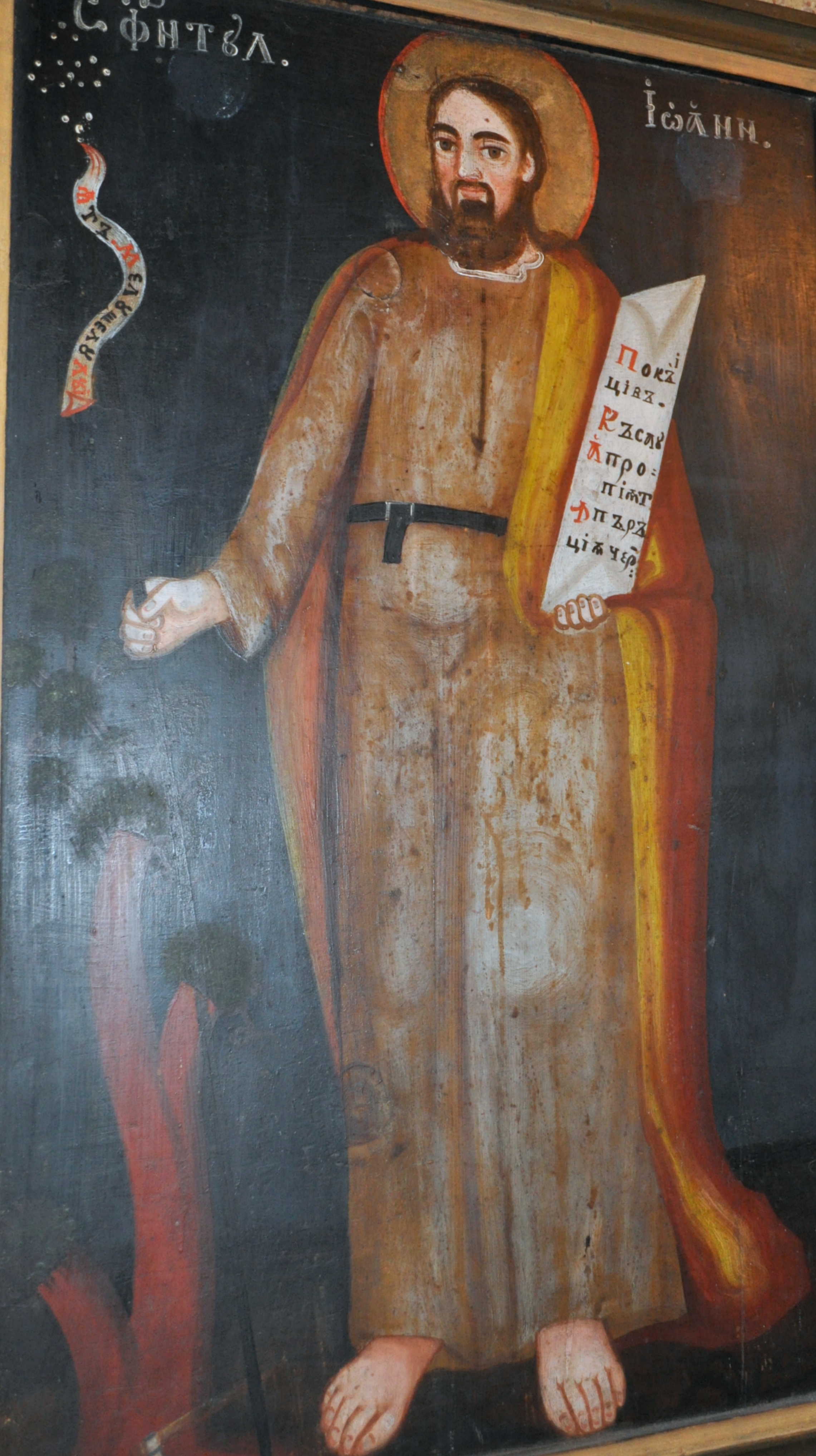
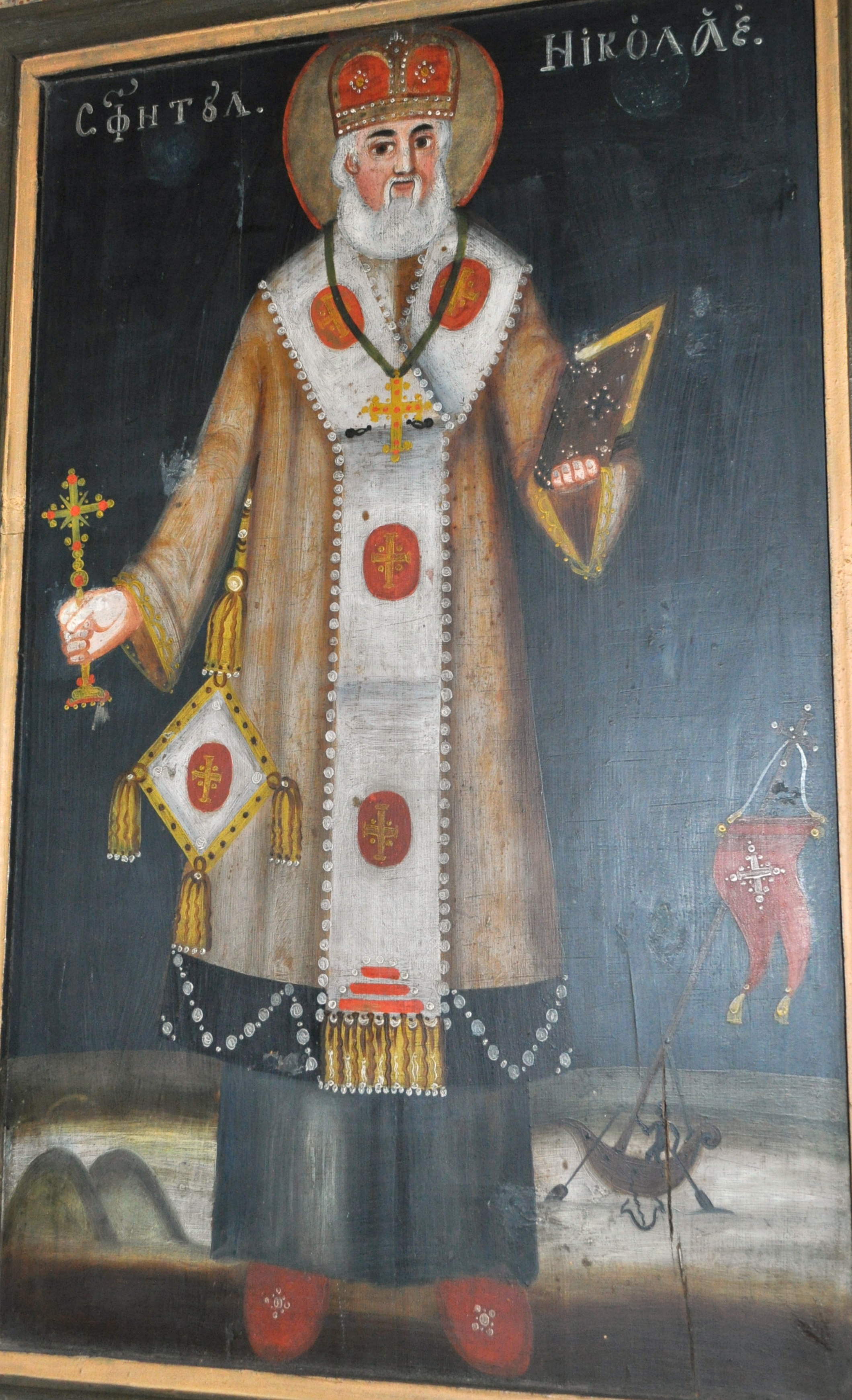
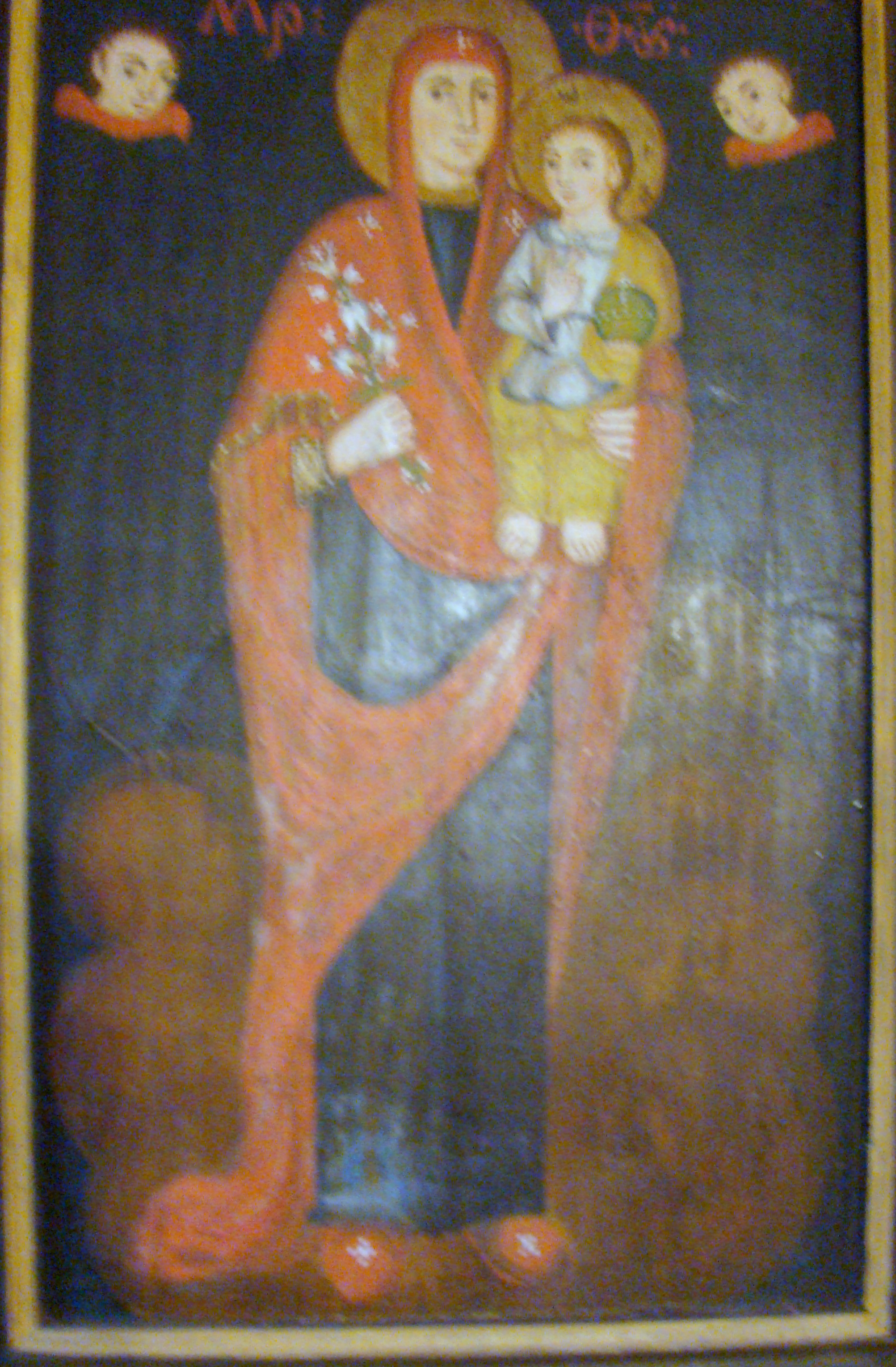
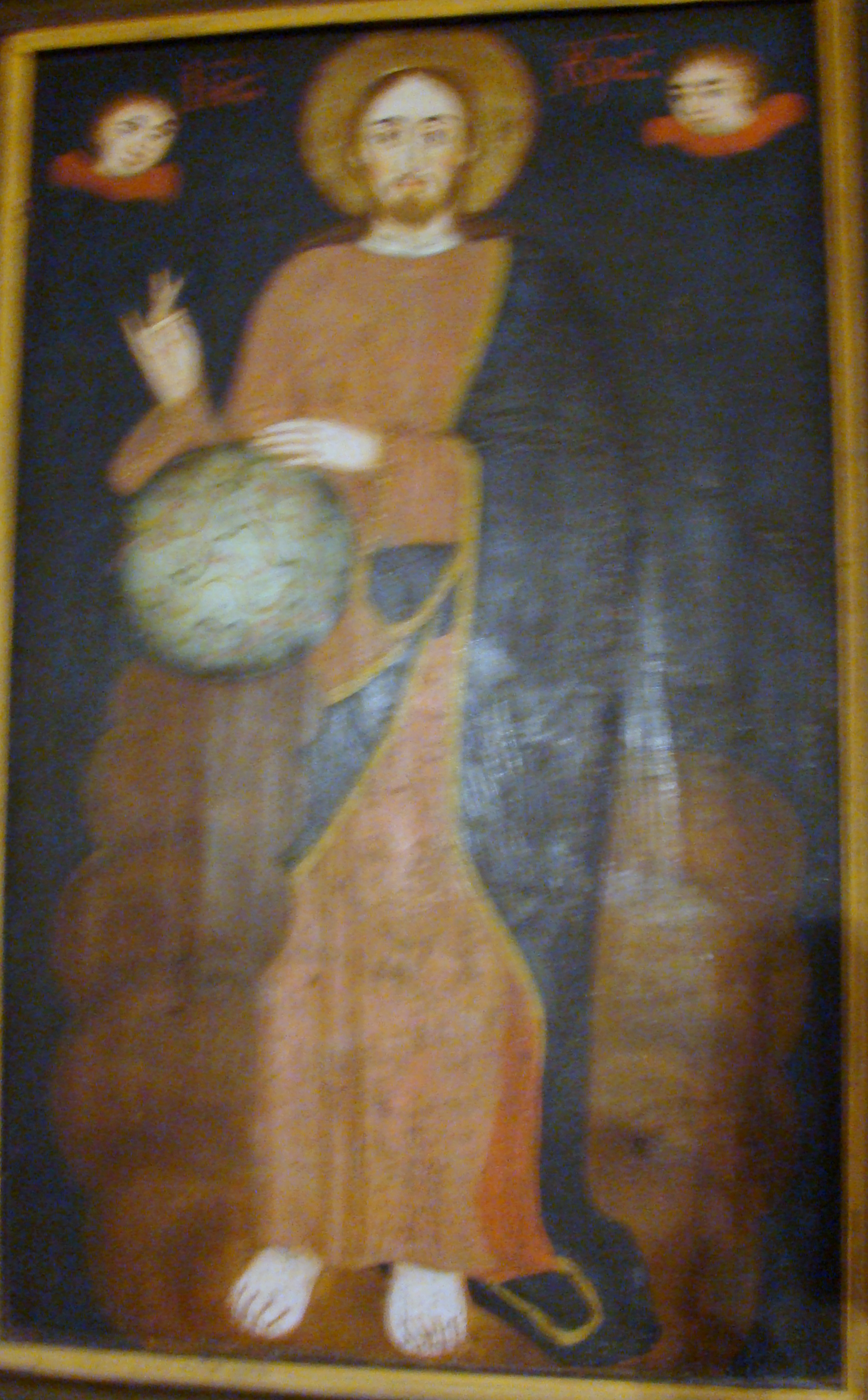
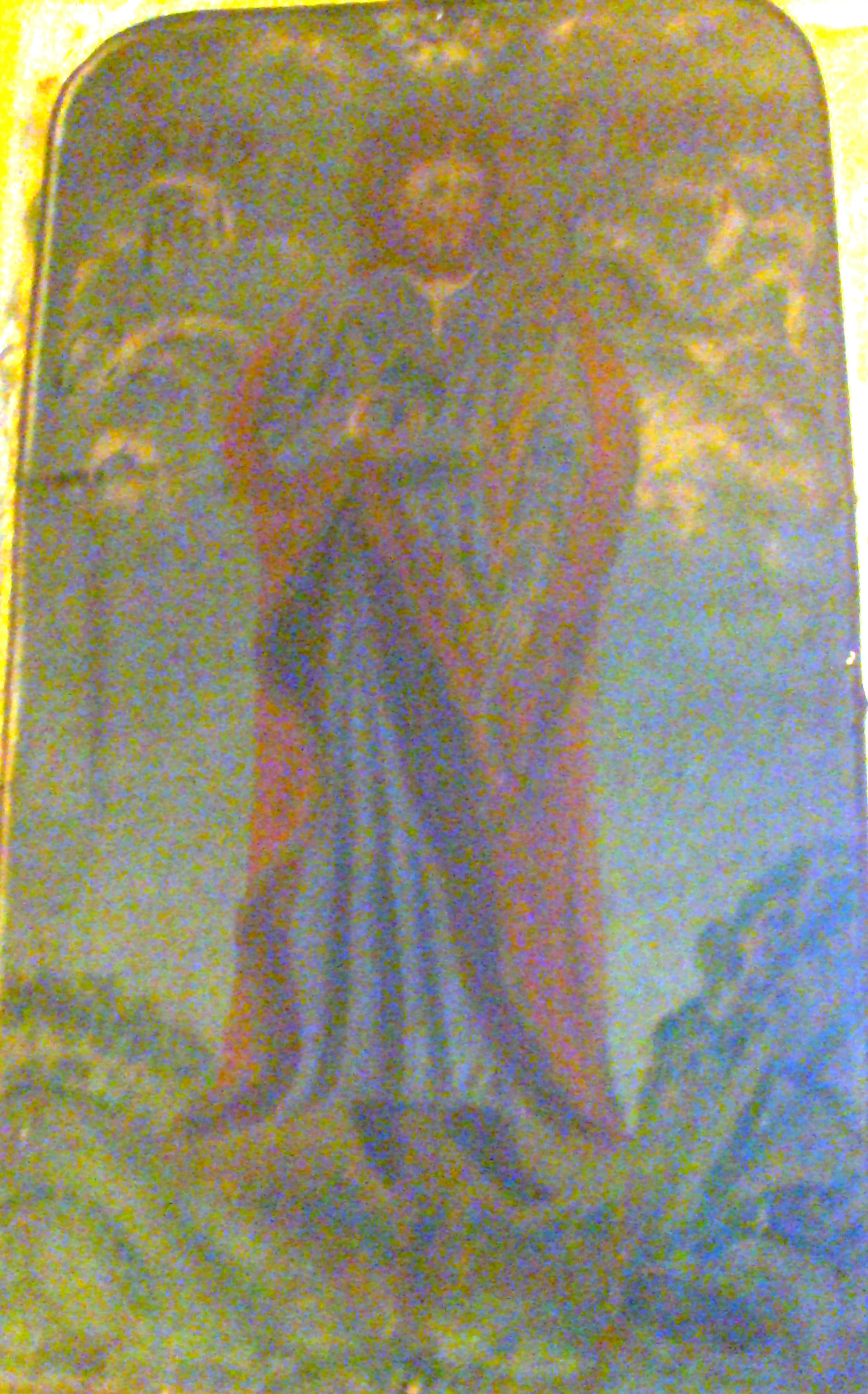
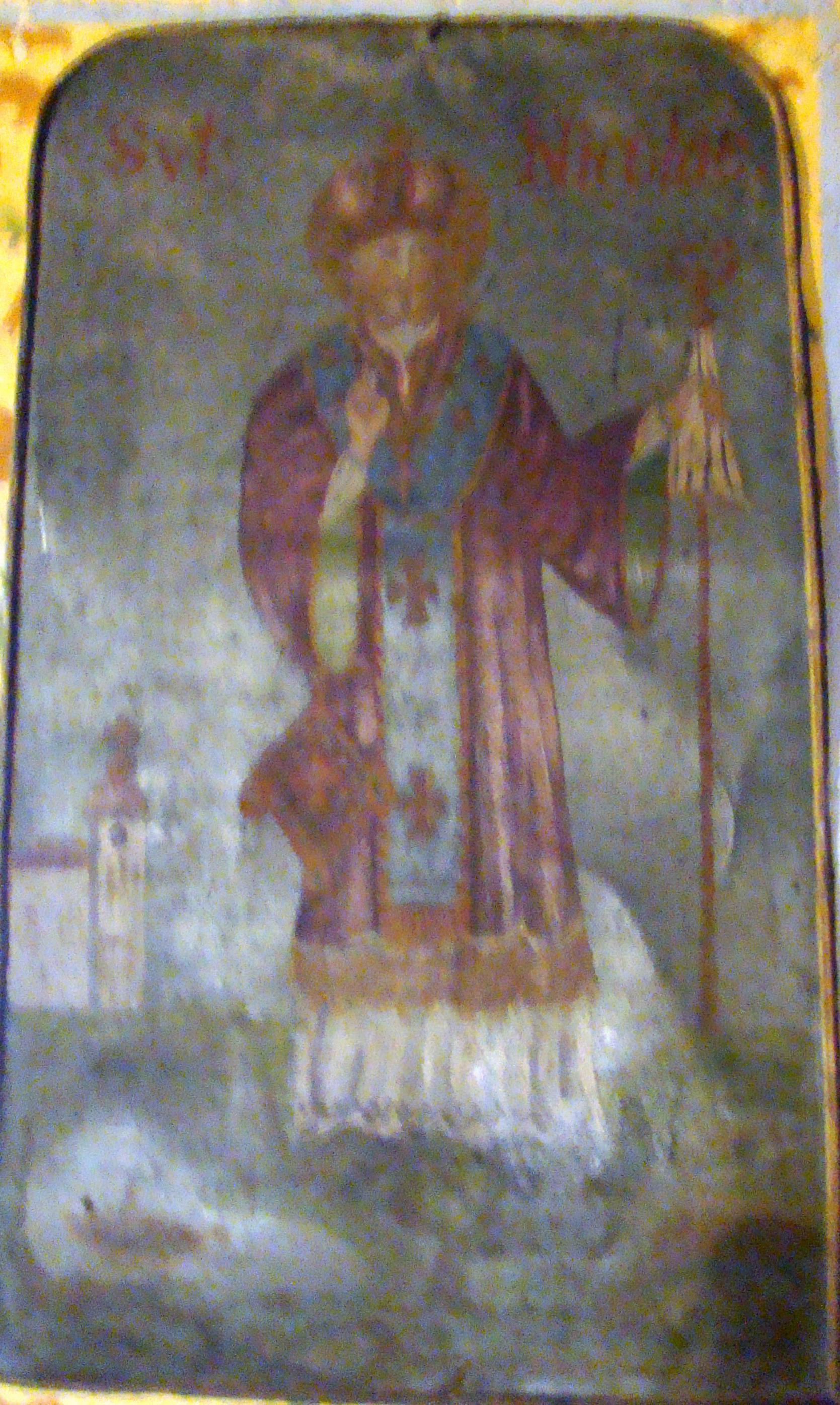
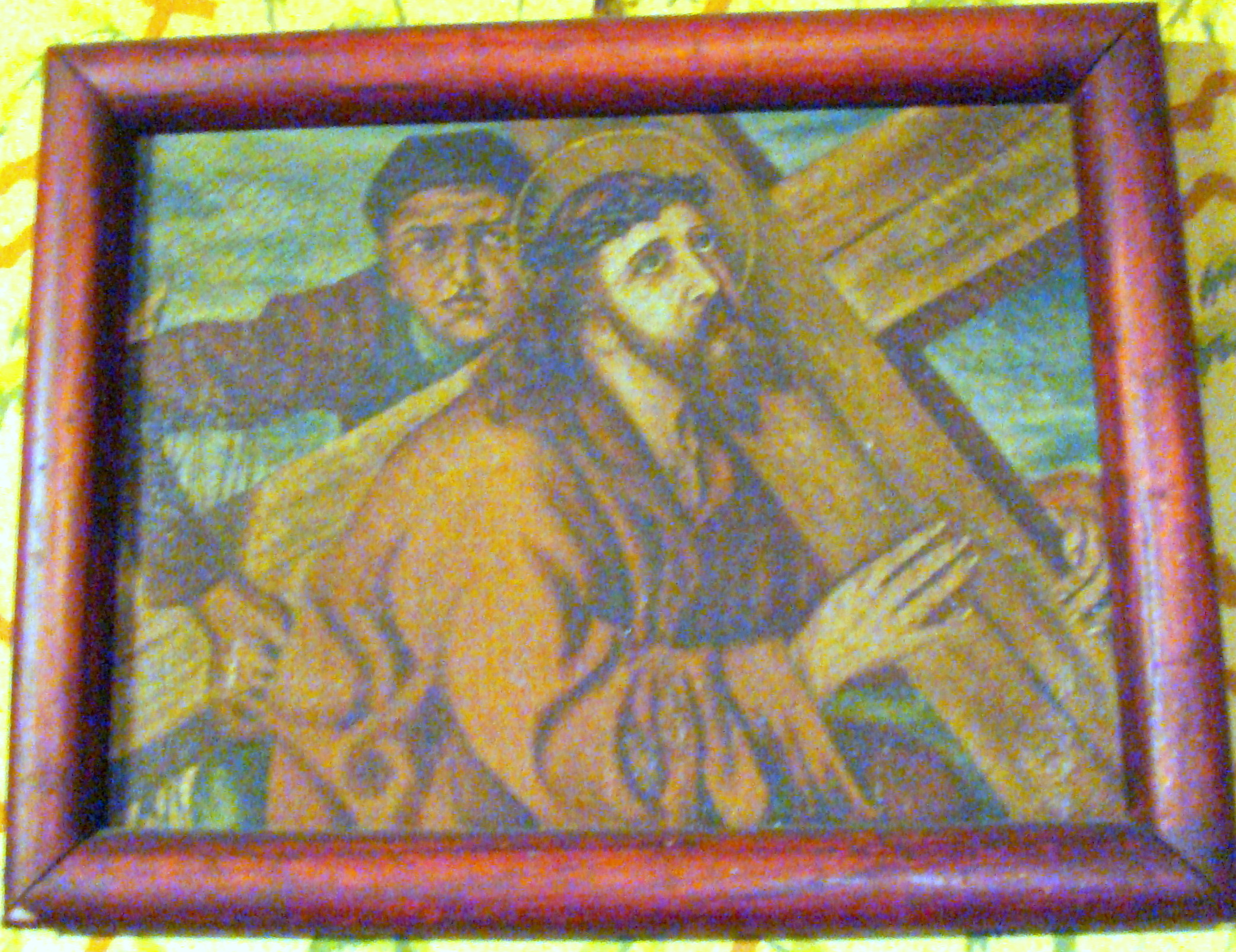
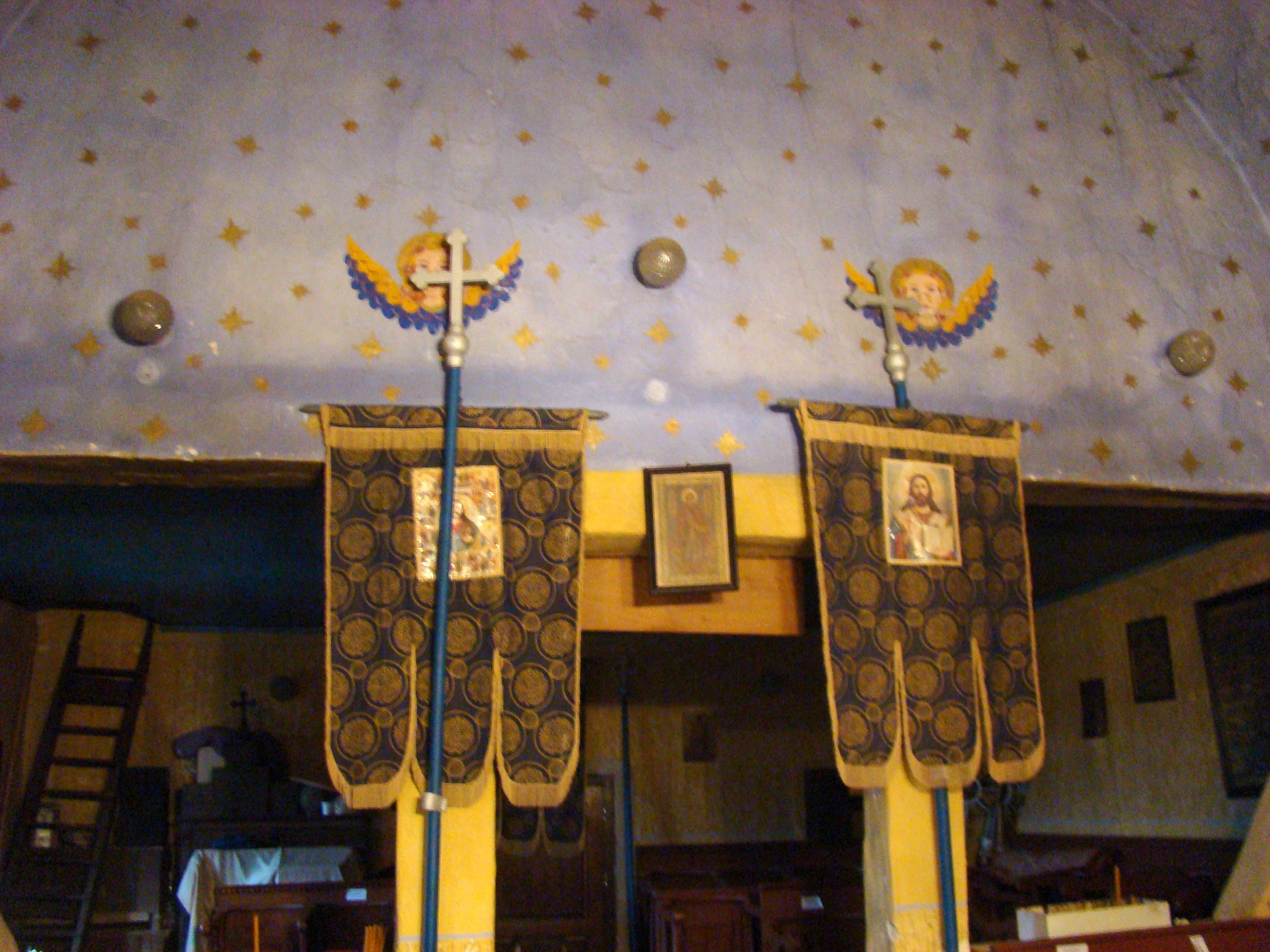
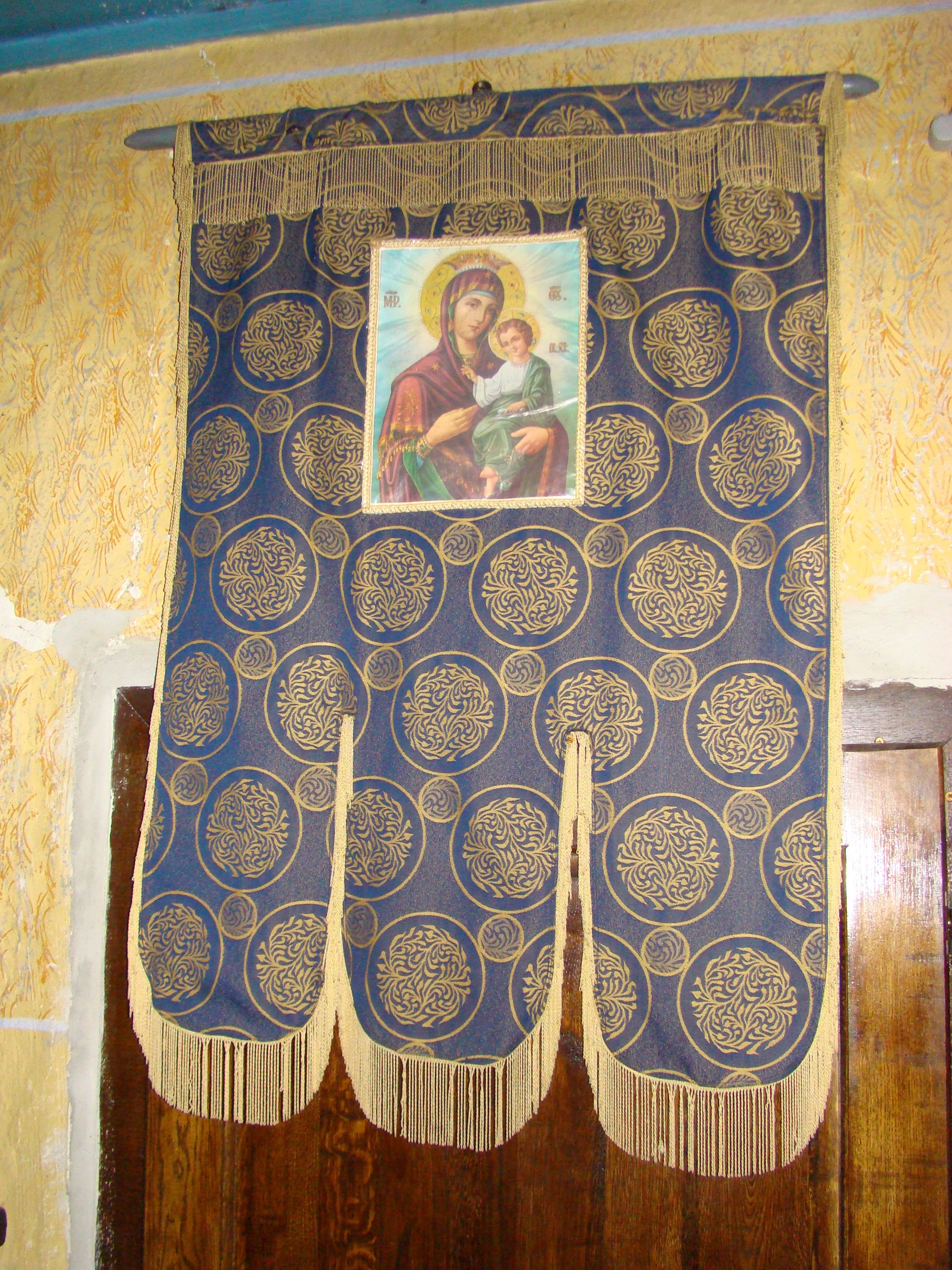
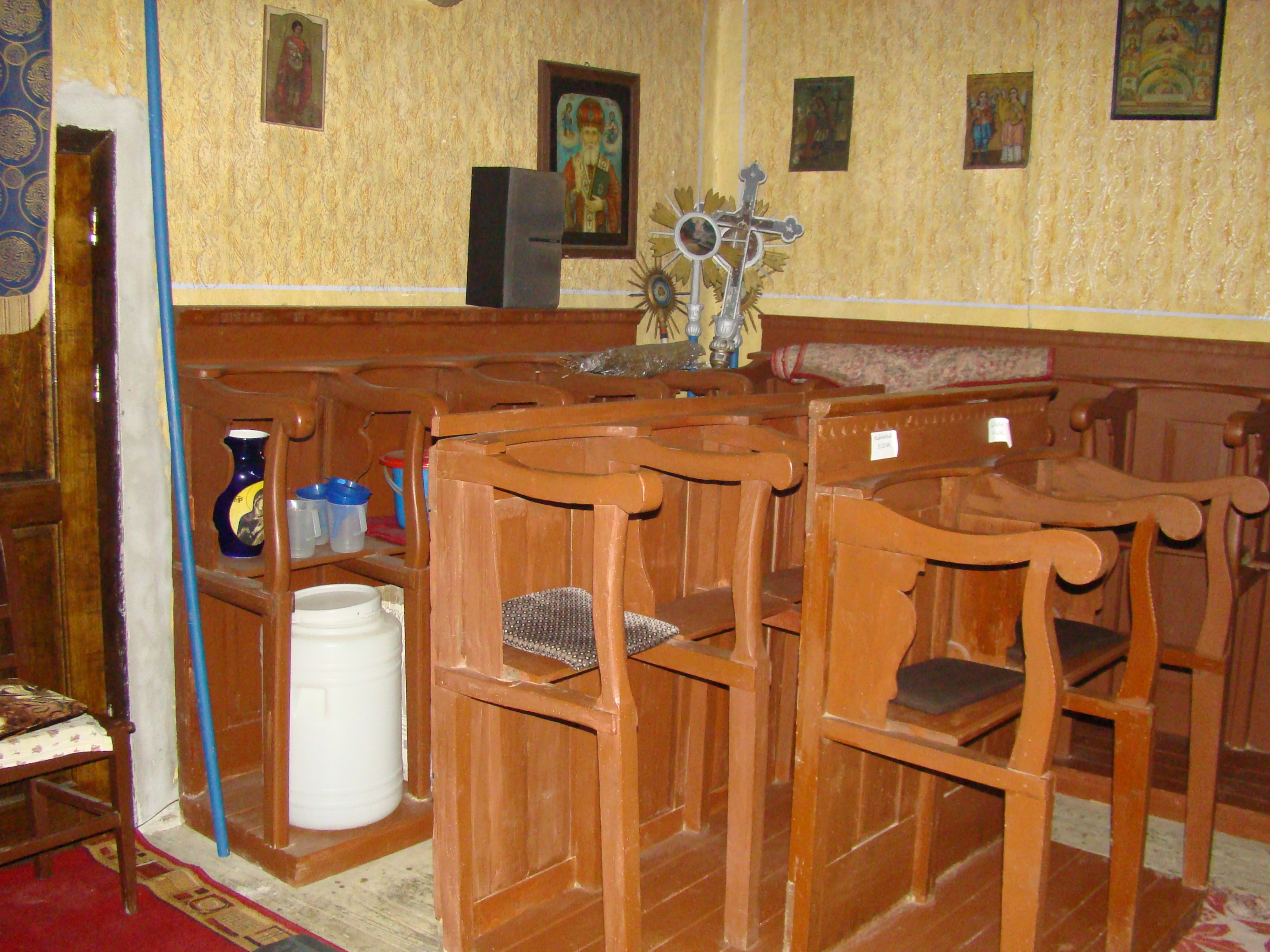
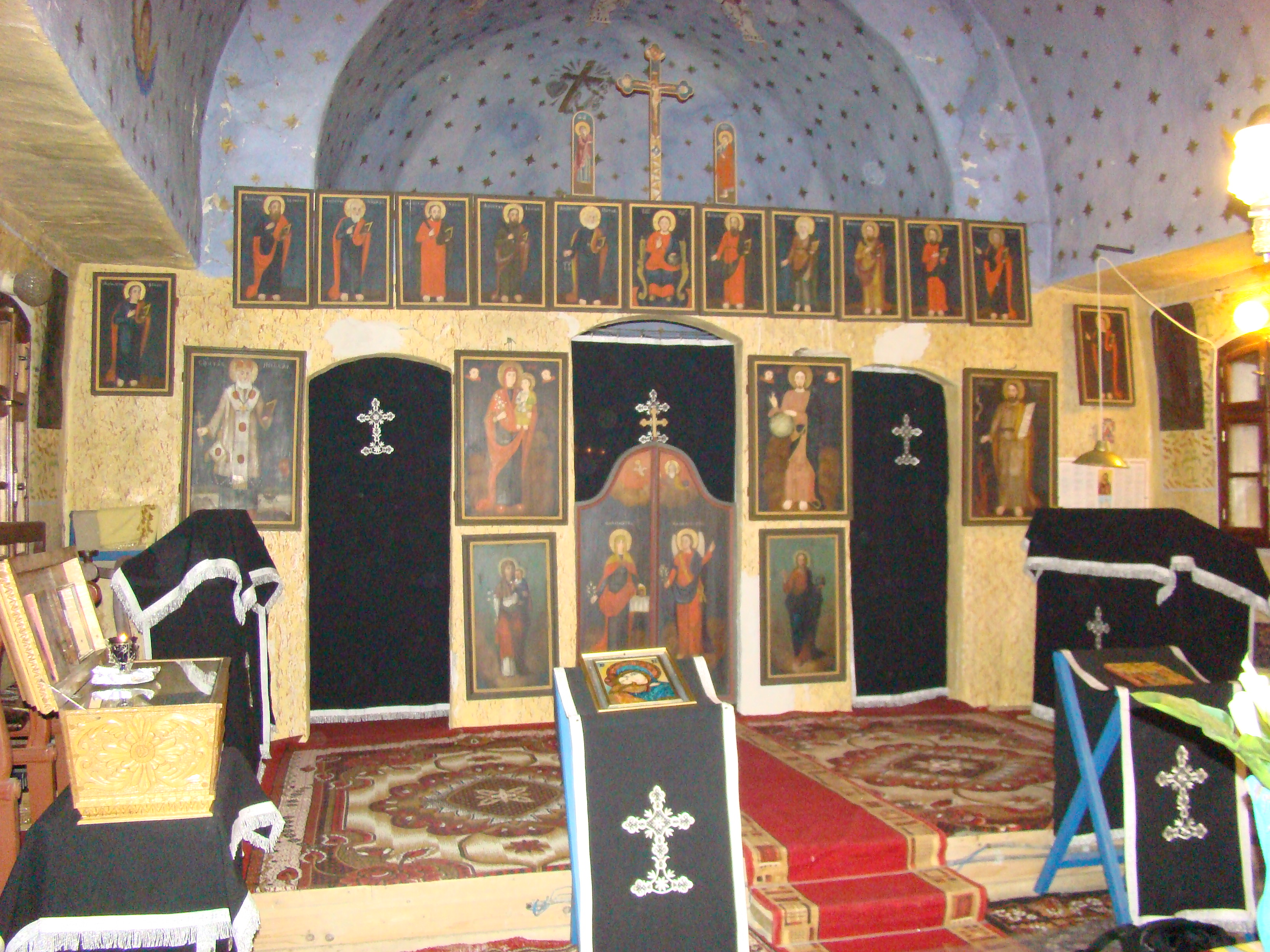
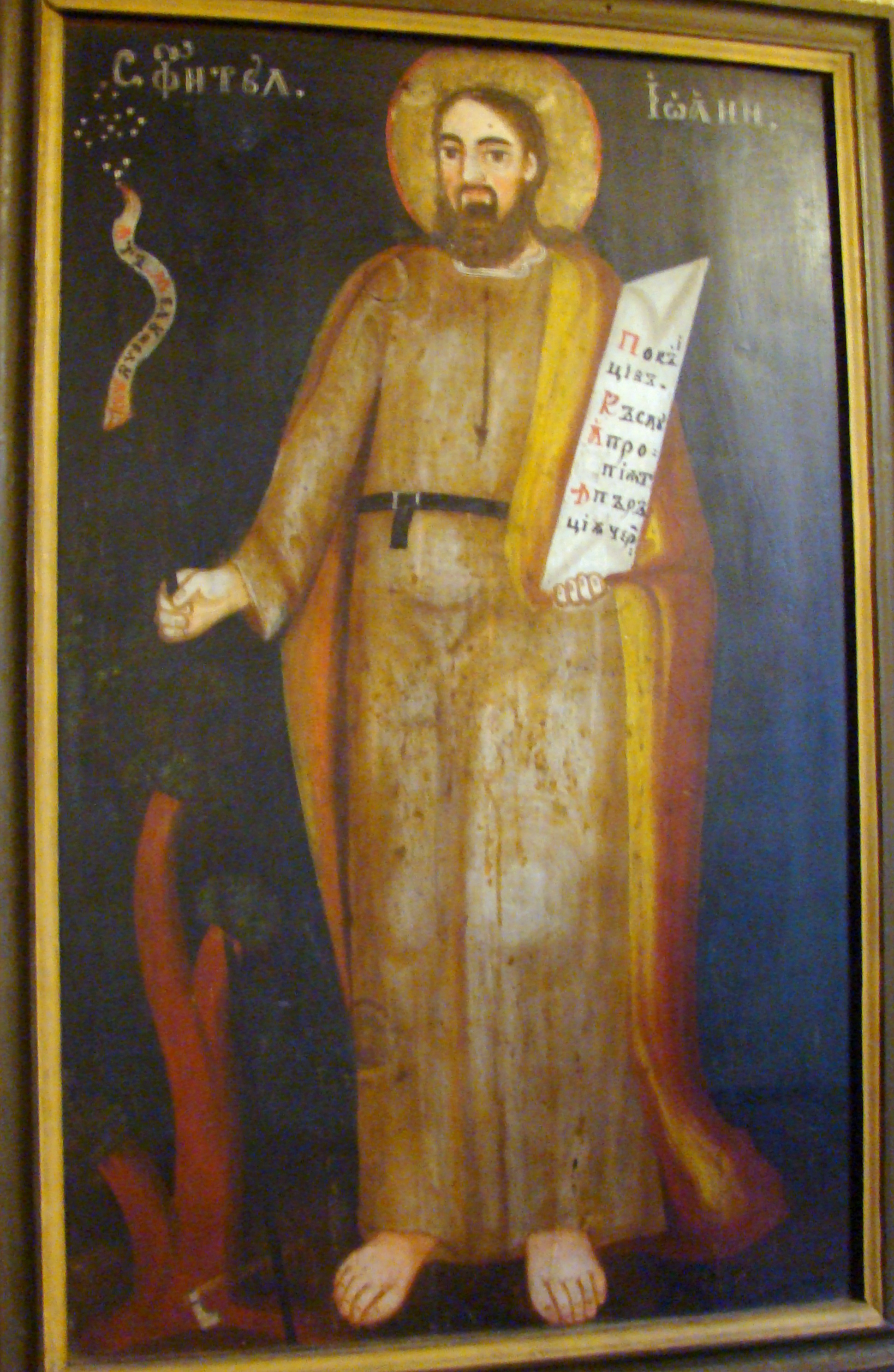